# Мережковский, Дмитрий Сергеевич
Дми́трий Серге́евич Мережко́вский (2 [14] августа 1865, Санкт-Петербург — 7 декабря 1941, Париж) — русский писатель, поэт, литературный критик, переводчик, историк, религиозный философ, общественный деятель. Муж поэтессы Зинаиды Гиппиус.
Яркий представитель Серебряного века, вошёл в историю как один из основателей русского символизма, основоположник нового для русской литературы жанра историософского романа, один из пионеров религиозно-философского подхода к анализу литературы, выдающийся эссеист и литературный критик. Начиная с 1914 года, когда его кандидатуру выдвинул академик Нестор Котляревский, был 10 раз номинирован на Нобелевскую премию по литературе.
Философские идеи и радикальные политические взгляды Мережковского вызывали резко неоднозначные отклики, но даже оппоненты признавали в нём выдающегося писателя, жанрового новатора и одного из самых оригинальных мыслителей XX века.

## Биография
Дмитрий Сергеевич Мережковский родился в дворянской семье нетитулованного рода Мережковских.
Отец, Сергей Иванович Мережковский (1823—1908), на момент рождения сына служил в Дворцовой конторе при Александре II в должности столоначальника с чином действительного статского советника; вышел в отставку в 1881 году в чине тайного советника.
Мать писателя — Варвара Васильевна Мережковская, урождённая Чеснокова, дочь управляющего канцелярией петербургского обер-полицмейстера, — обладала (согласно биографии Ю. В. Зобнина) «редкостной красотой и ангельским характером», умело управляя сухим, эгоистичным (но при этом боготворившим её) мужем и по возможности потакая детям, которым тот отказывал в любых проявлениях ласки и теплоты:14.
Прадед Фёдор Мережко служил войсковым старшиной в Глухове. Дед Иван Фёдорович в последних годах XVIII века, в царствование императора Павла I, приехал в Петербург и в качестве дворянина поступил младшим чином в Измайловский полк. «Тогда-то, вероятно, и переменил он свою малороссийскую фамилию Мережко на русскую — Мережковский», — писал Мережковский о своём деде. Из Петербурга Иван Фёдорович был переведён в Москву и принимал участие в войне 1812 года. Его женой стала Елизавета Васильевна Курбская, потомок знаменитого княжеского рода. В семье Мережковских было шестеро сыновей и три дочери. Дмитрий, младший из сыновей, поддерживал тесные отношения лишь с Константином, впоследствии известным биологом:17.
Брат Сергей — микробиолог; Николай — чиновник по особым поручениям.

### Детство
«Я родился 2-го августа 1865 года в Петербурге, на Елагином острове, в одном из дворцовых зданий, где наша семья проводила лето на даче», — писал Мережковский в «Автобиографических заметках». В Петербурге Мережковские жили в старом доме на углу Невы и Фонтанки у Прачечного моста, против Летнего сада. Иногда по просьбе матери отец брал Дмитрия в Крым, где у Мережковских было имение (по дороге к водопаду Учан-Су). «Помню великолепный дворец в Ореанде, от которого остались теперь одни развалины. Белые мраморные колонны на морской синеве — для меня вечный символ древней Греции», — писал Мережковский годы спустя.
Обстановка в доме Мережковских была простая, стол «не изобиловал», в доме царил режим бережливости: отец таким образом заранее отучал детей от распространённых пороков — мотовства и стремления к роскоши. Уезжая в служебные поездки, родители оставляли детей на попечении старой немки-экономки Амалии Христьяновны и старой няни, которая рассказывала русские сказки и жития святых: впоследствии высказывались предположения, что именно она была причиной экзальтированной религиозности, в раннем детстве проявившейся в характере будущего писателя:11.
Принято считать, что С. И. Мережковский к детям относился «…в основном как к источнику шума и хлопот, проявляя отеческую заботу о них лишь материально». С самых ранних лет, таким образом, уделом Мережковского стала «…отягощённая роскошью отчуждённость». Отмечалось также, что «психология сыновнего противостояния отцу» много лет спустя подверглась «сложной интеллектуальной и духовной разработке» и послужила духовной основой для многих исторических сочинений Мережковского. «Мне теперь кажется, что в нём было много хорошего. Но, угрюмый, ожесточённый тяжёлой чиновничьей лямкой времён николаевских, он не сумел устроить семьи. Нас было девять человек: шесть сыновей и три дочери. В детстве мы жили довольно дружно, но затем разошлись, потому что настоящей духовной связи, всегда от отца идущей, между нами не было», — писал впоследствии Мережковский.:16
Чувство семьи у Д. С. Мережковского было связано лишь с матерью, оказавшей заметное влияние на его духовное становление. В остальном он с детства сроднился «…с чувством одиночества, которое находило сокровенную отраду в поэзии уединения среди болотистых рощ и прудов наводнённого тенями прошлого елагинского парка».

### Учёба в гимназии
В 1876 году Д. С. Мережковский начал обучение в Третьей классической гимназии Петербурга. Вспоминая о годах, посвящённых, в основном, «зубрёжке и выправке», атмосферу этого заведения он называл «убийственной», а из учителей выделял лишь латиниста Кесслера («Он тоже добра нам не делал, но по крайней мере смотрел на нас глазами добрыми»). Тринадцатилетним гимназистом Мережковский начал писать первые стихи, стиль которых определял впоследствии как подражание пушкинскому «Бахчисарайскому фонтану». В гимназии же он увлёкся творчеством Мольера и даже организовал «мольеровский кружок». Сообщество не было политическим, но им заинтересовалось Третье отделение: участников пригласили на допрос в здание у Полицейского моста. Считается, что благополучным исходом дела Мережковский был обязан исключительно положению отца. В 1881 году Мережковский-старший вышел в отставку, и семья поселилась на Знаменской улице, д. 33.

### Поэтический дебют
Мережковский-старший, интересовавшийся религией и литературой, первым оценил поэтические упражнения сына. В июле 1879 года по его протекции Дмитрий познакомился в Алупке с престарелой княгиней Е. К. Воронцовой. В стихах юноши она «…уловила подлинно поэтическое свойство — необыкновенную метафизическую чуткость души» и благословила его на продолжение творчества:7.
В 1880 году отец, воспользовавшись знакомством с графиней С. А. Толстой, вдовой поэта А. К. Толстого, привёл сына к Ф. М. Достоевскому в дом на Кузнечном переулке. Юный Мережковский (как сам вспоминал позже в «Автобиографической заметке») читал, «краснея, бледнея и заикаясь»:23, Достоевский слушал «с нетерпеливою досадою» и затем произнёс: «Слабо… слабо… никуда не годится… чтобы хорошо писать, страдать надо, страдать». «Нет, пусть уж лучше не пишет, только не страдает!» — поспешил испуганно возразить отец. Оценка писателя глубоко «оскорбила и раздосадовала Мережковского».
В 1880 году в журнале «Живописное обозрение» под редакцией А. К. Шеллера-Михайлова состоялся литературный дебют Мережковского: здесь были опубликованы стихотворения «Тучка» (№ 40) и «Осенняя мелодия» (№ 42). Год спустя стихотворение «Нарцисс» вошло в благотворительный литературный сборник в пользу неимущих студентов под названием «Отклик», вышедший под редакцией П. Ф. Якубовича (Мельшина):26.
Осенью 1882 года Мережковский побывал на первых выступлениях С. Я. Надсона, тогда — юнкера Павловского военного училища, и под впечатлением от услышанного, написал ему письмо:397. Так произошло знакомство двух начинающих поэтов, переросшее в крепкую дружбу, скреплённую глубокими, почти родственными чувствами. Обоих, как отмечали позже исследователи, связывала некая личная тайна, имевшая отношение к страху перед страданиями и смертью, стремлению к «обретению действенной веры, способной этот страх преодолеть»:82. Две смерти — Надсона в 1887 году, и матери два года спустя — явились сильнейшим ударом для Мережковского: он потерял двух самых близких для себя людей:81.
В 1883 году два стихотворения Мережковского появились в журнале «Отечественные записки» (№ 1): именно они считаются его дебютом в «большой литературе». Одно из первых стихотворений Мережковского «Сакья-Муни» вошло во многие тогдашние сборники чтецов-декламаторов и принесло автору немалую популярность.
В 1896 году тридцатилетний Мережковский уже фигурировал в «Энциклопедическом словаре» Брокгауза и Ефрона как «известный поэт». Впоследствии многие его стихотворения были положены на музыку А. Т. Гречаниновым, С. В. Рахманиновым, А. Г. Рубинштейном, П. И. Чайковским и другими композиторами.

### Университетские годы
В 1884 году Мережковский поступил на историко-филологический факультет Петербургского университета. Здесь будущий писатель увлёкся философией позитивизма (О. Конт, Г. Спенсер), теориями Дж. С. Милля и Ч. Дарвина, проявил интерес к современной французской литературе. В том же году по рекомендации А. Н. Плещеева Надсон и Мережковский вошли в Литературное общество:398; он же познакомил последнего с семьёй директора Петербургской консерватории К. Ю. Давыдова и издательницы А. А. Давыдовой. В этом кругу Мережковский познакомился с Н. К. Михайловским и Г. И. Успенским, которых впоследствии называл своими учителями, а также И. А. Гончаровым, А. Н. Майковым и Я. П. Полонским.
В 1888 году Д. С. Мережковский, защитив весной дипломное сочинение о Монтене, окончил университет и решил посвятить себя исключительно литературному труду. Годы учёбы не оставили у него тёплых воспоминаний. Мережковский (согласно биографии Д. О. Чуракова) «с детства привыкший к великосветской атмосфере» в семье, рано проникся «скепсисом по отношению к людям». Много лет спустя он пренебрежительно отзывался о педагогах («Учителя — карьеристы. Никого из них добром помянуть не могу»), замечая: «Университет дал мне немногим больше, чем гимназия. У меня так же не было школы, как не было семьи». Единственным из преподавателей, кто произвёл впечатление на Мережковского, был профессор О. Ф. Миллер, известный историк литературы, первый биограф Достоевского, собиравший у себя на квартире литературный кружок:45.

### 1880—1889 годы
Основными темами стихотворного творчества Мережковского в 1880-х годах были «одиночество поэта, призрачность жизни и обманчивость чувств»; для его стихов были характерны «ноты скорбной гражданственности, сомнений, разочарований в высоких устремлениях, минорной интимности, переходам от декларативной идейности к исповедальным интонациям, от поэтических абстракций к пышной декларативности сравнений». Отмечалось впоследствии, что, не будучи в прямом смысле слова «гражданским» поэтом, Мережковский охотно разрабатывал мотивы любви к ближнему («Сакья-Муни») и готовности пострадать за убеждения («Аввакум»).

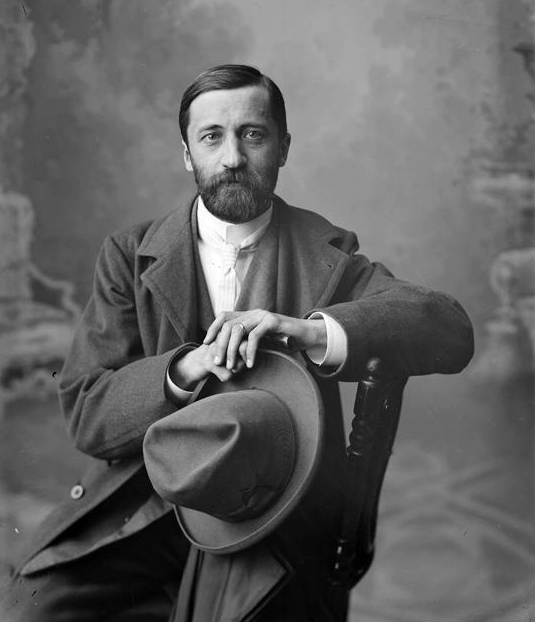
Мережковский в 1890-х годах

Большое влияние на Мережковского оказал Г. И. Успенский: молодой поэт ездил к нему в Чудово, где ночами напролёт вёл беседы о «религиозном смысле жизни», о том как важно «обращаться к народному миросозерцанию, к власти земли». Под влиянием Успенского Мережковский ещё летом 1883 года во время студенческих каникул совершил путешествие по Волге, где познакомился с народным проповедником, близким к «толстовству», Василием Сютаевым, основателем религиозного учения «непротивленчества и нравственного самоусовершенствования». Позже с теми же целями он побывал в Оренбуржье, Уфе, Тверской губернии, некоторое время всерьёз рассматривая возможность «осесть в глубинке» в качестве сельского учителя.
Идеи народничества впоследствии сблизили Мережковского с сектантством. В июне 1902 года он с женой посетил берега озера Светлояр в Нижегородской губернии (берега которого, по преданию, скрывают град Китеж), где близко общался со староверами. «Мережковский наш, он с нами притчами говорил», — делились впечатлениями о своём необычном госте сектанты из глухой костромской деревушки с М. Пришвиным, через несколько лет проехавшим тем же маршрутом.

Позже, собирая материалы для романа о царевиче Алексее, Мережковский посетил Керженские леса Семёновского уезда, гнездо русского раскола. «Невозможно передать всего энтузиазма, с которым он рассказывал и о крае этом, и о людях», — писал В. В. Розанов. «Болярин (так его называли там) уселся на пне дерева, заговорил об Апокалипсисе… и с первого же слова он уже был понятен мужикам. Столько лет не выслушиваемый в Петербурге, непонимаемый, он встретил в Керженских лесах слушание с затаённым дыханием, возражения и вопросы, которые повторяли только его собственные. Наконец-то, „игрок запойный“ в символы, он нашёл себе партнёра».
В 1885 году Н. К. Михайловский привлёк Мережковского к работе в созданном им вместе с А. А. Давыдовой журнале «Северный вестник»; в круг знакомых Мережковского вошли редактор А. Л. Волынский, В. Г. Короленко, В. М. Гаршин, впоследствии — символисты: Н. М. Минский, К. Д. Бальмонт, Ф. Сологуб. Михайловский заказал начинающему литератору статью «О крестьянине во французской литературе», которую, однако, не принял, не без оснований заподозрив в своём ученике склонность к «мистицизму»:40. Исследователи творчества Мережковского придавали большое значение тому факту, что области России, в которых, ещё студентом, тот побывал под влиянием народников, считались важнейшими очагами сектантства. Много лет спустя Мережковский вспоминал: «В народничестве моём много было ребяческого, легкомысленного, но всё же искреннего, и я рад, что оно было в моей жизни и не прошло для меня бесследно».
В 1886 году Мережковский перенёс тяжёлую болезнь (о подробностях которой ничего не известно). Это произвело на него сильное впечатление и послужило одной из главных причин «поворота к вере»:398. В начале мая 1888 года, по окончании университета, Мережковский предпринял путешествие по югу России: сначала в Одессу, оттуда морем — в Сухум, потом по Военно-Грузинской дороге в Боржом, куда прибыл в последних числах месяца. Впоследствии отмечалось, что оно словно бы повторяло паломничество Вл. Соловьёва к пирамидам и воспринималось молодым автором как «духовное странничество, предпринимаемое неофитом для откровения Истины»:57. В Боржоме Мережковский познакомился с девятнадцатилетней Зинаидой Гиппиус. Оба испытали ощущение полного духовного и интеллектуального единения:69, уже 8 января 1889 года, в Тифлисе обвенчались, а вскоре переехали в Петербург.

### Начало литературной карьеры
В 1888 Мережковский написал первую поэму «Протопоп Аввакум». Весной этого года вышла его первая книга «Стихотворения» (1883—1887), принёсшая ему первую известность. Между тем, семейные расходы превышали непостоянный литературный заработок начинающего писателя. Роль «главы семьи» в этот момент взяла на себя Гиппиус (открывшая настоящий цех по производству беллетристики для популярных журналов). Кроме того, Мережковский-старший, появляясь в Петербурге наездами, время от времени «подпитывал» скудный бюджет литературной четы:81.
Постепенно начинающий писатель утратил интерес к поэзии, увлёкшись древнегреческой драматургией. В «Вестнике Европы» вышли его переводы трагедий Эсхила, Софокла и Еврипида. Отдельной книгой был издан прозаический перевод «Дафниса и Хлои» (1896). Античные переводы Мережковского, в своё время практически невостребованные, лишь впоследствии были оценены по достоинству; ныне (согласно Ю. Зобнину) они «составляют гордость русской школы художественного перевода»:401.
В «Северном вестнике» состоялся дебют и Мережковского-критика: статья о начинающем А. П. Чехове — «Старый вопрос по поводу нового таланта». Робкий намёк автора на возможность существования некой «иной», иррациональной Истины, обусловил его окончательный разрыв с Михайловским. Неприятно поразила Мережковского и реакция Чехова, который отнёсся к статье без энтузиазма, заметив в письме Плещееву: «Главный её недостаток — отсутствие простоты». Впоследствии Чехов, в основном, сторонился Мережковского, пресекая все попытки последнего обрести в нём хотя бы собеседника:402.
В дальнейшем — здесь же, а также в других изданиях («Русское обозрение», «Труд») — Мережковский продолжал печатать эссе и статьи о Пушкине, Достоевском, Гончарове, Майкове, Короленко, Плинии, Кальдероне, Сервантесе, Ибсене, французских неоромантиках. Часть их вошла в сборник «Вечные спутники: портреты из всемирной литературы» (1897). По мнению А. Долинина, одного из первых исследователей творчества Мережковского, именно ему «должна по праву принадлежать слава одного из самых тонких и проницательных критиков рубежа веков».
Каждое очередное выступление Мережковского на поприще истории мировой культуры (с появления в 1888 году статьи «Флобер в своих письмах» и вплоть до конца 1890-х годов) вызывало в отечественной периодике «эффект скандала». Издатель «Спутников» П. П. Перцов, с которым Мережковский познакомился (сначала заочно, по переписке) в июне 1890 года, вспоминал впоследствии, что как критик и литературовед последний был настоящим литературным изгнанником. Его выдающиеся статьи о Гончарове и Майкове, по словам Перцова, могли быть «напечатаны только… где-то на задворках литературы. В парадных покоях их новизна шокировала». Причиной неприятия очерков Мережковского была их жанровая новизна; «субъективная критика», практиковавшаяся писателем, стала популярной лишь много позже, как форма литературно-философского эссе. На этом поприще Мережковский получил признание, но запоздалое. Накануне Первой мировой войны, как вспоминала Гиппиус, книга «Вечные спутники» была особенно популярна и «даже выдавалась как награда кончающим средне-учебные заведения»:94.

### 1889—1892
В начале 1889 года Мережковские уехали из Петербурга и поселились в Крыму, где общались, в частности, с Н. М. Минским. Возвратившись в столицу, они поселились в новой квартире в доме Мурузи на углу Литейного проспекта и Пантелеймоновской улицы (Литейный, 24). После того, как в мае 1890 года сменилось руководство «Северным вестником», Мережковский получил приглашение сотрудничать с обновлённым журналом. Почти сразу же здесь была напечатана драма «Сильвио»; осенью — перевод Мережковского «Во́рона» Эдгара По. Поэт активно сотрудничал и с журналом «Русская мысль». Весной 1890 года в журнале была напечатана поэма «Вера» («Русская мысль», 1890; позже — сборник «Символы», 1892), имевшая значительный резонанс в читательских кругах. Признанная одним из первых значительных произведений русского символизма, она производила «…ошеломляющее впечатление именно силой и подлинностью запечатлённых в ней мистических переживаний, резко отличавшихся от рефлексий на гражданские темы, свойственных народнической литературе». «Читаю „Веру“ и умиляюсь», — записал в дневнике В. Я. Брюсов, тогда ещё начинающий литератор. Один из популяризаторов модернизма П. П. Перцов позже с самоиронией замечал, что в его юношеском сознании «Вера» Мережковского «далеко превосходила… скучного и устаревшего Пушкина»:57.
Вслед за «Верой» журнал «Русская мысль» опубликовал поэму «Семейная идиллия». Следующая поэма Мережковского, «Смерть», была напечатана в начале 1891 года в «Северном вестнике»; тогда же произошло его знакомство с К. Д. Бальмонтом. К этому времени писатель уже сделал первые черновые наброски к роману «Юлиан Отступник»:399.
Весной 1891 года супруги предприняли свою первую совместную поездку в Европу. Через Варшаву и Вену они прибыли в Венецию, где встретили путешествовавших по Италии А. П. Чехова и А. С. Суворина, которые на некоторое время стали их спутниками. Из Венеции вчетвером направились в Флоренцию и Рим. Там Мережковские получили приглашение А. Н. Плещеева посетить его в Париже, где пробыли весь май. Под впечатлением от этих дней Мережковский написал поэму «Конец века. Очерки современного Парижа», которая была опубликована два года спустя (сборник «Помощь голодающим». Москва, 1892). По возвращении через Швейцарию в Россию, супруги вернулись на дачу Гиппиус в имении «Глубокое» под Вышним Волочком. Здесь писатель вплотную приступил к работе над своим первым романом.
Осенью 1891 года Мережковский перевёл Гёте («Пролог на небе» из «Фауста») для «Русского обозрения» и «Антигону» Софокла для «Вестника Европы» (обе публикации состоялись в следующем году). К весне 1892 года «Юлиан Отступник» был закончен, но из-за неурядиц в редакции «Северного вестника» оказалось, что публиковать этот «модернистский роман» негде. Некоторое время оставалась надежда на то, что А. Волынский всё же напечатает роман, но его грубые редакторские правки привели к разрыву, после чего «Северный вестник» для Мережковского оказался закрыт. В 1892 году Мережковский читал главы романа на встречах у А. Н. Майкова. В те же дни несколько стихотворений и переводов поэта были опубликованы в «Русском обозрении», «Вестнике Европы», сборниках «Нива» и «Труд»:400.
В марте 1892 года, в основном на средства, выделенные ему отцом, Мережковский повёз жену на лечение в Ниццу, где в это время жила семья А. Н. Плещеева, и где они впервые встретились с Д. В. Философовым. Из Швейцарии Мережковские отправились через Италию в Грецию. Впечатления от этой поездки легли в основу путевого очерка, а кроме того, во многом сформировали образность второго исторического романа Д. С. Мережковского. Из Турции супруги вернулись в Одессу и лето вновь провели в имении «Глубокое». Здесь Мережковский перевёл «Ипполита» Еврипида; работа была опубликована в первом номере «Вестника Европы» за 1893 год:400.

### Символистские манифесты
В 1892 году в издательстве А. С. Суворина вышел второй поэтический сборник Д. С. Мережковского с программным для зарождавшегося модернизма названием «Символы. Песни и поэмы». Именно здесь, как отмечалось, был запечатлён перелом в развитии его мировоззрения; обозначился поворот к религиозному миросозерцанию и ощущению «мистической тайны бытия». С самого начала Мережковский постарался отмежеваться от обвинений в «упадничестве». Он писал позже: 

Под влиянием Достоевского, а также иностранной литературы, Бодлера и Эдгара По, началось моё увлечение не декадентством, а символизмом (я и тогда уже понимал их различие). Сборник стихотворений, изданный в самом начале 90-х годов, я озаглавил «Символы». Кажется, я раньше всех в русской литературе употребил это слово.
Одним из немногих представителей старшего поколения русских литераторов, восторженно приветствовавших выход «Символов», был Я. П. Полонский, чья поддержка была очень важна для молодого автора, подвергшегося язвительной критике. На стихотворную рецензию Полонского Мережковский отвечал также в письме: «Этими стихами Вы вознаградили меня за весь труд, который я употребил на книгу. Я сохраню этот листок, как драгоценность, дорогой Учитель!»:104.
В конце октября того же года Мережковский прочёл нашумевшую лекцию «О причинах упадка и о новых течениях современной русской литературы», которая была повторена им дважды в декабре, а год спустя вышла отдельным изданием. Лекция, наряду со сборником «Символы», считается манифестом символизма и модернистского обновления искусства. Мережковский обозначил здесь три линии нового искусства, утверждая, что только «мистическое содержание», «язык символа» и импрессионизм способны расширить «художественную впечатлительность» современной русской словесности. Отмечая, что все три составляющие нового движения уже присутствуют в творчестве Толстого, Тургенева, Достоевского, Гончарова, автор объявлял модернизм, в сущности, продолжением тенденций русской литературной классики.
Лекция Мережковского произвела фурор, причём либерально-демократический лагерь отнёсся к его теориям как к проявлению «мракобесия», а в петербургских литературных салонах они были встречены презрительно-насмешливо. С восторгом принял доклад лишь немногочисленный кружок сторонников нового направления, сформировавшийся вокруг журнала «Северный вестник»:398. Осенью 1892 года З. Н. Гиппиус сблизилась с новой редакцией журнала, во главе которого оказались А. Л. Волынский и Л. Я. Гуревич; это способствовало и возвращению сюда Мережковского. В те же дни он написал пьесу («драматические сцены в четырёх действиях») «Гроза прошла»; она вышла в «Труде» в начале 1893 года. В этом же году были опубликованы многочисленные стихотворения Мережковского («Нива», «Труд»), перевод «Лигейи» Э. По («Труд») и «Эдипа-царя» Софокла («Вестник иностранной литературы», № 1-2, 1894). Несмотря на непрекращающуюся работу, материальное положение Мережковских в эти дни стало тяжёлым; обдумывая роман о Леонардо да Винчи, он вынужден был браться за любую работу:400.

### 1893—1899 годы. Историческая проза
Зимой 1893 года Мережковские переехали в Петербург, где стали завсегдатаями Шекспировского кружка (общаясь с С. Андреевским, В. Спасовичем, А. Урусовым, П. Боборыкиным), неоднократно бывали на «пятницах» Я. Полонского и собраниях «Литературного фонда», устраивали вечера и у себя в доме Мурузи. «Своими» в доме Мережковских стали Д. В. Философов и А. Л. Волынский. В 1894 году развился тайный роман Гиппиус и Волынского: это способствовало тому, что (ни о чём не подозревавший) Мережковский сумел-таки отдать «Юлиана Отступника» в «Северный вестник» (стихи продолжая публиковать во второстепенных изданиях: «Труд», «Вестник иностранной литературы» и «Нива»). В 1895 году здесь (в № 1—6) был, наконец, опубликован (в урезанном и искажённом виде) роман «Смерть богов. Юлиан Отступник». В «Вестнике Европы» появился перевод «Медеи» Еврипида, выполненный Мережковским: всё это способствовало заметному облегчению финансовых дел супругов.
«Юлиан Отступник» стал первым в трилогии «Христос и Антихрист» и вошёл в историю как первый русский символистский исторический роман. После публикации статус писателя изменился: критики, ругая «ницшеанца Мережковского» (это словосочетание некоторое время оставалось неразрывным), вынуждены были констатировать несомненную значительность этого дебюта. Единомышленники почувствовали в Мережковском своего лидера («…Роман, созданный для вечности!» — писал В. Брюсов), а в общественном сознании писатель превратился в «русского Эберса». В 1900 году роман «Смерть богов. Юлиан Отступник» в переводе З. Васильевой вышел во Франции и принёс Мережковскому европейскую известность:398.
В 1895 году Мережковский (на квартире А. В. Половцева в Аничковом дворце) познакомился с А. Н. Бенуа; вместе с В. Ф. Нувелем, Л. С. Бакстом и Д. В. Философовым тот начал часто посещать дом Мурузи. С августа того же года Мережковский совместно с П. П. Перцовым приступил к работе над созданием сборника о философских течениях в русской поэзии и большой статье о Пушкине; большой доклад о его творчестве он прочёл вскоре в «Литературном фонде».
В апреле 1896 года Мережковские и Волынский совершили давно задуманное совместное путешествие по Италии и Франции, по местам Леонардо да Винчи (Флоренция, Форли, Римини и далее — в Амбуаз), чтобы собрать материал для второго романа трилогии. Во время этого путешествия произошёл первый в ряду скандалов, которые затем в течение полутора лет преследовали Мережковского. Между тем, в 1896 году вышли сборник Перцова «Философские течения в русской поэзии», отдельным изданием — «Юлиан Отступник» (под журнальным названием «Отверженный»), сборник «Новые стихотворения» и перевод романа Лонгуса (Лонга) «Дафнис и Хлоя». Главным событием 1897 года стал для Мережковского выход книги его статей о литературе и культуре «Вечные спутники».
Наконец, в 1897 году Гиппиус, после нескольких ссор с Волынским во время совместного путешествия всех троих по местам Леонардо, порвала с ним отношения. Волынский тут же исключил Мережковского из числа сотрудников «Северного вестника». Мережковский, вновь исключённый из списка сотрудников журнала, вынужден был публиковать путевые заметки о прошлогоднем путешествии в журнале «Cosmopolis», куда их пристроил заведующий русским отделом этого международного издания Ф. Д. Батюшков. В результате интриг перед Мережковским закрылись двери не только «Северного вестника», но и практически всех толстых петербургских журналов. Всё это стало для писателя серьёзным ударом. Некоторое время он всерьёз рассматривал возможность навсегда уехать из России; отказаться от этого пришлось лишь из-за отсутствия денег. Публикация второго романа оказалась задержанной на несколько лет:403.

### Мережковский и «Мир искусства»
К концу века Мережковский сблизился с окружением С. П. Дягилева, куда входили художники В. А. Серов, А. Н. Бенуа, Л. С. Бакст, поэт Н. М. Минский, а также ознакомился с издаваемым ими журналом «Мир искусства». Редакция последнего обосновалась в квартире Дягилева, а литературный отдел здесь вёл Д. Философов. В первом номере «Мира искусства» (январь 1899 года) была напечатана статья Мережковского «Я. П. Полонский»; позже здесь появились его работы о Пушкине (№ 5) и греческой трагедии (№ 7, 8):404. Первые главы второго исторического романа Мережковского «Воскресшие боги. Леонардо да Винчи» (под заголовком «Возрождение») вышли в журнале «Начало», который вскоре закрылся. К осени роман удалось пристроить в «Мир Божий», издававшийся А. Давыдовой, где в течение всего 1900 года он заполнял весь беллетристический раздел.

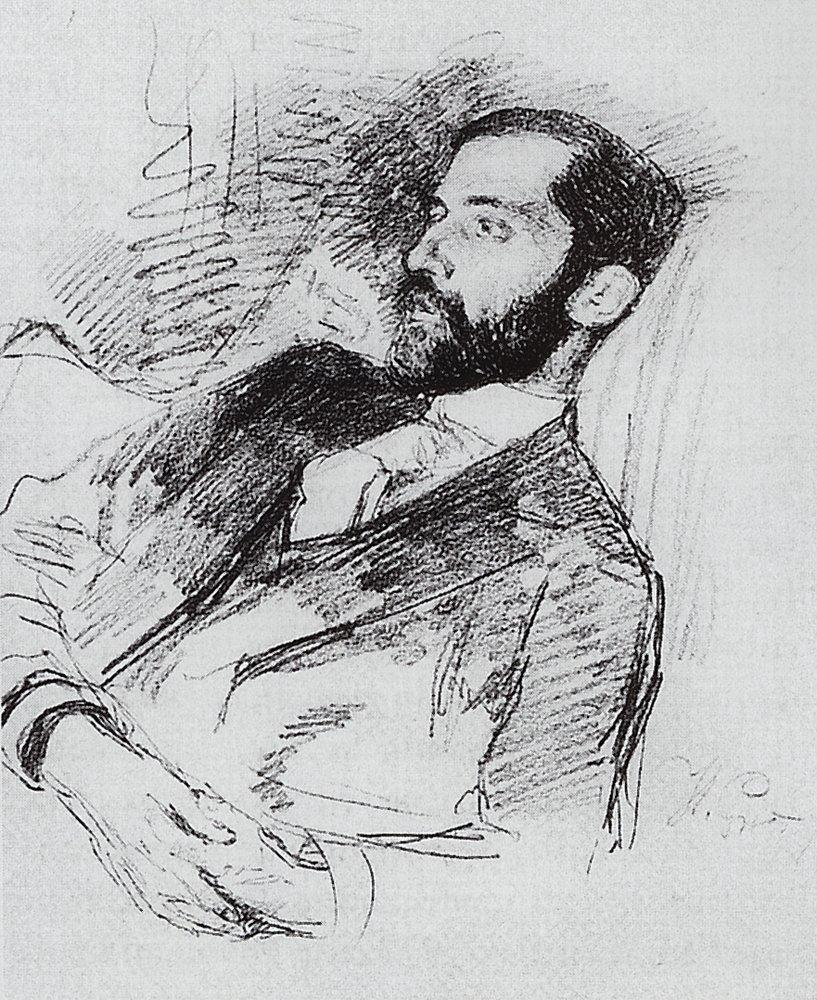
Д. С. Мережковский. Портрет работы И. Репина (Около 1900)

Весной 1899 года Мережковский с женой уехал на курорт Бад-Хомбург-фор-дер-Хёэ неподалёку от Франкфурта. Осень и большую часть следующего года супруги провели в Вене и Риме. К этому времени Мережковского окончательно захватили вопросы религии. Этот радикальный поворот в развитии его мировоззрения в полной мере отразился в новой работе. «Л. Толстой и Достоевский», печатавшийся в «Мире искусства» (№ 1—4, 7—12 1900; № 4—12, 1901), был признан впоследствии самой значительной литературно-критической работой писателя; он вызвал широкий общественный резонанс — особенно после того, как отдельным изданием вышел в двух книгах в 1902 году.
Трактат, во многом посвящённый анализу путей становления русской литературы, иллюстрировал и ход эволюции мировоззрения самого Мережковского, к этому времени всерьёз занявшегося осмыслением вопросов, связанных с христианством и соборной церковью. Г. В. Адамович в статье «Мережковский» вспоминал, что «если разговор был действительно оживлён, если было в нём напряжение, рано или поздно сбивался он на единую, постоянную тему Мережковского — на смысл и значение Евангелия. Пока слово это не было произнесено, спор оставался поверхностным, и собеседники чувствовали, что играют в прятки».
Работа Мережковского появилась в момент обострения конфликта Толстого с русской православной церковью. Мережковский (оговариваясь: «Моё отношение к Толстому, хотя и совершенно цензурное, но не враждебное, а скорее сочувственное») считал отлучение его от церкви знаком того, что Русская православная церковь «оправляется от паралича» и начинает вновь сознавать себя «…мистическим организмом, не терпящим компромиссов догматического характера».

Следуя за Л. Толстым в его бунте против Церкви, как части всемирной и русской культуры, до конца, русское культурное общество дошло бы неминуемо до отрицания своей собственной русской и культурной сущности; оказалось бы вне России и вне Европы, против русского народа и против европейской культуры; оказалось бы не русским и не культурным, то есть ничем. В толстовском нигилизме вся постпетровская культурная Россия… <думая>, что борется с Церковью, то есть с историей, с народом, за своё спасение, — на самом деле борется… за свою погибель: страшная борьба, похожая на борьбу самоубийцы с тем, кто мешает ему наложить на себя руки.— Д. С. Мережковский. Из доклада «Лев Толстой и Русская Церковь»
После создания журнала «Новый путь» Мережковские предприняли попытку примирения с Л. Н. Толстым и, возможно, рассчитывали на сотрудничество с ним. В 1904 году Толстой пригласил супругов на встречу в Ясную Поляну. Встреча прошла почти в дружеской атмосфере. «…Я рад, что вы ко мне приехали. Значит, вы уже ничего против меня не имеете…», — заметил, прощаясь, хозяин дома. Формальное примирение было достигнуто, но, как писала Гиппиус, «религию Толстого» Мережковский не принимал до конца своих дней.

### Феномен «троебратства»
Поздней осенью 1900 года на квартире у Мережковских прошли первые «мистические собрания», целью которых было создание «новой церкви», идею которой первой сформулировала Гиппиус. К своему «религиозному братству» Мережковские пытались привлечь всех «мирискусников», однако всерьёз к этой затее отнёсся только Д. В. Философов: так кружок сократился до треугольника. Постепенно, в результате сложных перипетий в личных взаимоотношениях и мировоззренческих коллизиях, сложился «тройственный союз» Д. Мережковского, З. Гиппиус и Д. Философова, имевший для его участников символический смысл, связанный с идеями «Третьего Завета» («царства Духа»), которые в те годы разрабатывал Мережковский. Н. А. Бердяев видел в союзе Мережковский—Гиппиус—Философов отражение их религиозной веры в «тайну трёх», через которую должна была «сложиться новая Святая Троица, новая церковь Святого Духа, в которой раскроется тайна бытия».

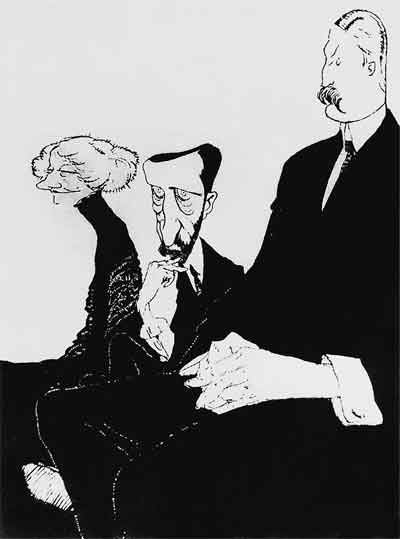
Ре-Ми. Шарж на З. Гиппиус, Д. Мережковского и Д. Философова. Петербург. 1908—1913

«Троебратство» (как называли организацию её участники) стали совершать дома подобие «малого богослужения» — с вином, цветами, виноградом, импровизированными молитвами. Считалось, что родилась «новая церковь» 29 марта 1901 года: именно тогда, в Великий Четверг, чета Мережковских и Философов провели совместную молитву по специальному ритуалу. Новость о «доморощенной церкви» многих ввергла в недоумение; в частности, «взбесила Бердяева, и он окончательно вошёл в православие». В «мужском союзе», который объединял в себе журнал «Мир искусства», поведение Философова расценили как «измену»: с этого момента начался конфликт Мережковских с редакцией журнала, с Дягилевым — прежде всего:404. Отношения Мережковских с Философовым также были небезоблачными; в 1902 году он вернулся к Дягилеву, оставив супругам записку: «Я выхожу из нашего союза не потому, что не верю в дело, а потому, что я лично не могу в этом участвовать»:406. После того, как в «Мире искусства» была завершена публикация трактата Мережковского о Толстом, его сотрудничество с журналом прекратилось. В феврале 1902 года со смертью А. Давыдовой для него окончательно закрылся и журнал «Мир Божий».
Откликаясь на знаменательную дату — 50 лет со дня смерти Н. В. Гоголя, Мережковский написал исследование «Судьба Гоголя» и выступил с «гоголевскими» лекциями в Москве и Петербурге. Один из докладов, «Гоголь и о. Матвей», вызвал широкое обсуждение, в частности, в резиденции петербургского митрополита Антония в Александро-Невской лавре, который с одобрением отозвался о «просветительской» миссии Мережковского среди отечественной интеллигенции.
Проблемы, связанные с поисками возможностей публикаций новых работ, заставили автора задуматься о создании собственного периодического издания. В марте—апреле 1902 года Мережковские и П. П. Перцов выступили с инициативой создания журнала для объединения «религиозной общественности». С помощью поэта К. К. Случевского и журналиста И. И. Колышко они провели переговоры с министром внутренних дел Д. С. Сипягиным, затем со сменившим его В. К. фон Плеве и с начальником Главного управления по делам печати Н. В. Шаховским.
3 июля 1902 года согласие властей на издание журнала «Новый путь» было получено. Лето Мережковские провели в имении Заклинье, работая над проектом будущего издания, а 14 июля к ним присоединился книгоиздатель М. В. Пирожков, взявший на себя заботы по организации редакции журнала и снявший помещение в доме на Невском проспекте, 88, где находились его издательство и книжная лавка. Этому успеху способствовал и тот факт, что первую половину года 1902 года уже с успехом проходили заседания Религиозно-философских собраний:406.

### Религиозно-философские собрания
Вместе с Философовым, В. В. Розановым, Миролюбовым и В. А. Тернавцевым супруги Мережковские организовали в 1901 году «Религиозно-философские собрания», целью которых было создание своего рода трибуны для «свободного обсуждения вопросов церкви и культуры… неохристианства, общественного устройства и совершенствования человеческой природы». Организаторы Собраний трактовали противопоставление духа и плоти так: «Дух — Церковь, плоть — общество; дух — культура, плоть — народ; дух — религия, плоть — земная жизнь…».
Протоколы «Собраний» (наряду с произведениями на религиозные темы) печатались в журнале «Новый путь». Однако вскоре в редакции обозначилось два полюса: философский и художественный. В 1903 году разногласия реализовались в виде полемики А. Н. Бенуа с Мережковским. Неудовлетворённые ходом развития своего проекта, Мережковские создали специальную группу («секцию по изучению истории и религий»), которую стали собирать у себя дома. На её заседания приходили либеральные священники-реформаторы, сектанты, представители петербургской богемы (П. И. Карпов, А. Д. Скалдин, М. М. Пришвин, А. В. Карташёв, А. А. Блок).
После 22-го заседания Общества, 5 апреля 1903 года специальным распоряжением К. П. Победоносцева оно было закрыто. Предполагалось, что одной из причин тому было недовольство церковных кругов поездками Мережковского в места поселения сектантов и староверов и большой популярностью писателя в этой среде. 1903—1904 годы считаются периодом духовного кризиса Мережковского: лишившись поддержки Церкви, идейно руководимое им «новое религиозное действие» превратилось в эклектическую «игру в богоискательство». Отошли Мережковские и от «Нового пути»: появление в публицистической секции редакции новых сотрудников — Н. Бердяева, С. Франка и С. Н. Булгакова с одной стороны, укрепило позиции издания, с другой — отдалило его от изначальных целей. В конце 1904 года супруги добровольно покинули журнал, передав права на его издание «философской группе» Бердяева и Булгакова и сохранив с редакцией в целом дружеские отношения.
«Секция» Мережковских продолжала функционировать как своего рода «домашняя церковь», где разрабатывались концепции практического строительства «церкви Святого Духа». При этом «новое религиозное действие» на дому приобретало с точки зрения сторонних наблюдателей всё более странный, «мистический» характер и было наполнено ритуалами и «молитвами», которые сторонним наблюдателям казались крайне сомнительными и даже зловещими. А. Н. Бенуа рассказывал об эпизоде с «омовением ног»; Е. П. Иванов — о шокировавшем многих присутствующих действе, когда некоего «молодого музыканта-еврея… повалили, растянули „крестом“, разрезали жилу под ладонью, нацедили кровь в кубок с вином и пустили пить по кругу…».
В 1907 году Религиозно-философские собрания были возрождены как Религиозно-философское общество, просуществовавшее до 1916 года. Мережковский, открывший его первое заседание, продолжил развивать здесь идеи, связанные с концепцией «царства Духа», но (в основном усилиями З. Гиппиус и Д. Философова) Общество, как отмечали многие, вскоре превратилось в литературно-публицистический кружок.

#### «Христос и Антихрист»
Трилогия «Христос и Антихрист», в которой писатель выразил свою философию истории и свой взгляд на будущее человечества, была начата им в 1890-е годы. Первый роман, «Смерть богов. Юлиан Отступник», история жизни римского императора IV века Юлиана, впоследствии назывался критиками в числе сильнейших произведений Д. С. Мережковского. За ним последовал роман «Воскресшие боги. Леонардо да Винчи» (1901); критики отметили с одной стороны — историческую достоверность деталей, с другой — тенденциозность. В 1902 году «Юлиан Отступник» и «Леонардо да Винчи» были изданы отдельными книгами в издательстве М. В. Пирожкова — как первые две части трилогии. Одновременно в Париже роман «Леонардо да Винчи» вышел на французском языке в переводе С. М. Пермского. Вышли отдельными книгами и все переводы греческих трагедий Мережковского и сборник новелл «Любовь сильнее смерти».
1902 год был отмечен также примирением Мережковских с «Миром искусства»: 14 октября 1902 года на сцене Александринского театра прошла премьера пьесы «Ипполит» Еврипида, переведённой Мережковским, в постановке Ю. Э. Озаровского. Переводчик произнёс вступительную речь «Новое значение старой трагедии», которая на следующий день была напечатана газетой «Новое время». Этой премьере во многом способствовал стремившийся к примирению с Мережковскими Дягилев. В июле 1903 года Дягилев предложил объединить «Мир искусства» и «Новый путь». Мережковские выехали в Петербург, где встретились с Дягилевым, Философовым и А. П. Чеховым; именно нежелание последнего сотрудничать с проповедниками «неохристианства» положил конец этому проекту. Вскоре «Мир искусства» прекратил своё существование, и Философов окончательно вышел из дягилевского «кружка» и вернулся в лоно «троебратства»:408.
В начале 1904 года «Новый путь» (№ 1-5 и № 9- 12) начал печатать третий роман трилогии, «Антихрист. Пётр и Алексей» (1904—1905), написанный уже после закрытия Собраний, — богословский и философский роман о Петре I, которого автор «рисует воплощённым антихристом», как отмечалось, во многом — под влиянием соответствующего представления, бытовавшего в раскольнической среде. К этому времени исторические романы Мережковского стали очень популярны в Европе: только «Юлиан Отступник» в течение 10 лет выдержал во Франции 23 переиздания. Между тем, когда литературный обозреватель английской газеты «Daily Telegraph» назвал Мережковского «достойным наследником Толстого и Достоевского», русская критика единодушно осудила такой отзыв как «святотатство», и писатель вынужден был публично откреститься от похвал такого рода.
К началу 1904 года многочисленные стрессы негативно сказались на состоянии нервной системы Мережковского. По совету врача-психиатра И. П. Мержеевского он в составе «троебратства» отправился на Иматру. Именно в ходе этой поездки Мережковские по пути в Австрию заехали на два дня в Ясную Поляну; к осени они сблизились с Блоком и Андреем Белым — последний стал регулярно останавливаться у Мережковских в Петербурге. В январе 1905 года окончательно переехал в дом Мурузи к супругам Д. Философов:409.

#### Революция 1905 года
Отношение писателя к Первой русской революции было во многом предопределено событиями 9 января; после расстрела шествия рабочих Мережковские, Философов и гостивший у них Андрей Белый организовали студенческий «протест» в Александринском театре, после чего пришли на выступление Г. А. Гапона в Вольном экономическом обществе. Ареста, которого Мережковский ожидал несколько дней, не последовало. Ещё более «полевели» его взгляды после поражения России в войне с Японией: в беседе с Гиппиус он заявил, что окончательно уверился в «антихристианской» сущности русского самодержавия. В октябре Мережковский приветствовал введение гражданских свобод в России, но это не помешало ему сблизиться с эсерами и «неонародниками». Писатель был убеждён в эти годы, что революция не только не противоречит христианскому учению, но, напротив, вытекает из него.
Свою позицию Мережковский подробно изложил в работе «Грядущий хам», которая в течение 1905 года печаталась в журналах «Полярная звезда» и «Вопросы жизни». Предостерегая общество от «недооценки мощных сил, препятствующих религиозному и социальному освобождению», писатель считал, что интеллигенции, воплощающей «живой дух России», противостоят силы «духовного рабства и хамства, питаемые стихией мещанства, безличности, серединности и пошлости». При этом «хамство» в его терминологии было не социальной характеристикой, но синонимом бездуховности (материализма, позитивизма, мещанства, атеизма и т. д.). Если религиозного обновления не произойдёт, весь мир, и Россию в том числе, ждёт «Грядущий хам», — утверждал писатель.

…Одного бойтесь — рабства худшего из всех возможных рабств — мещанства и худшего из всех мещанств — хамства, ибо воцарившийся раб и есть хам, а воцарившийся хам и есть чёрт, — уже не старый, фантастический, а новый, реальный чёрт, действительно страшный, страшнее, чем его малюют, — грядущий Князь мира сего, Грядущий Хам.
По Мережковскому «хамство» в России имеет три «лица»: прошлое, настоящее и будущее. В прошлом лицо хамства — это лицо церкви, воздающей кесарю Божье, это «православная казёнщина», служащая казёнщине самодержавной. Настоящее лицо хамства связывалось Мережковским с российским самодержавием, с огромной бюрократической машиной государства. Но самое страшное лицо хамства — будущее, это «лицо хамства, идущего снизу — хулиганства, босячества, чёрной сотни».

#### 1906—1907. Парижская «миссия»
1906 год начался для Мережковского серией неудач. 18 февраля он прочёл статью «Пророк русской революции» в зале Тенишевского училища, после чего возмущённая А. Г. Достоевская аннулировала незадолго до этого оформленный заказ писателю на вводную статью для готовившегося к выпуску юбилейного собрания сочинений Ф. М. Достоевского. Статья, тем не менее, была опубликована в журнале «Весы» (№ 2, 3) и издана отдельной брошюрой. Тогда же Мережковские, Философов, Бердяев и С. Н. Булгаков попытались создать группу «Меч» и одноимённый журнал на базе брюсовских «Весов», но В. Я. Брюсов этот проект отклонил:410.
Весной 1906 года Мережковские вместе с Философовым отправились в первую парижскую эмиграцию — «добровольное изгнанье», призванное послужить «переоценке ценностей». Обустроившись в Париже, все трое приступили к осуществлению своей «миссии в Европе», основная цель которой состояла в утверждении «нового религиозного сознания».
В Париже Мережковский знакомится с Артуром Мёллером ван ден Бруком, которого знакомит с творчеством Достоевского.
В процессе организации журнала «Анархия и Теократия» участники «троебратства» издали коллективный сборник «Le Tsar et la Revolution» («Царь и революция»; он вышел в Париже в 1907 году), в котором Мережковскому принадлежал очерк «Революция и религия». Рассматривая русскую монархию и церковь на широком историческом фоне, автор приходил здесь к выводу, впоследствии оказавшемуся пророческим: «В настоящее время едва ли возможно представить себе, какую всесокрушающую силу приобретёт в глубинах народной стихии революционный смерч. В последнем крушении русской церкви с русским царством не ждёт ли гибель Россию, если не вечную душу народа, то смертное тело его — государство». Второй проект, сборник «Меч» («Der Schwert») в мюнхенском издательстве Пипера, остался неосуществлённым.
Ссылаясь на тесные отношения с Савинковым, Карташёвым и особенно (впоследствии) с Керенским, равно как и многими другими представителями русского «политического масонства», некоторые источники утверждают, что Мережковские сами состояли в масонской ложе. Более того, если верить А. Я. Гальперину (входившему в аппарат Временного правительства), Мережковские были даже приняты в «специально созданную для них ложу». В то время как некоторые исследователи (в частности, А. Эткинд) признавали косвенную связь идеологии символизма с масонством, Ю. Зобнин считает подобные предположения маловероятными, поскольку… «масонский мистический рационализм, трактовка Библии с 'аллегорических' позиций и отрицание христианского догмата Троичности плохо вяжутся с убеждениями <Мережковского>». Скептически относится он и к распространённому мнению о том, что Мережковский был «тайным советником» Керенского: отсутствие Мережковских в Петрограде в самые важные для Временного правительства дни доказывает, по его мнению, что никакой роли в политических интригах 1916—1917 годов они не играли.
Авторским трио — Мережковский, Гиппиус и Философов — была написана и драма из жизни революционеров «Маков цвет» (1908), напечатанная в «Русской мысли» (№ 11), где незадолго до этого вышли его статья «Революция и религия» (№ 2, 3) и исследование о Серафиме Саровском «Последний святой» (№ 8, 9). В том же году вышли две книги Д. С. Мережковского «Не мир, но меч. К будущей критике христианства» и «В тихом омуте». В этих работах Мережковский продолжил выстраивать собственную общественно-политическую концепцию «эволюционного мистицизма». Основным её лейтмотивом стала идея о том, что политической революции в России и мире (Россию автор рассматривал как провозвестницу мировых процессов) должна предшествовать «революция духа», приятие русской интеллигенцией истины «Третьего завета». В противном случае, по Мережковскому, политическая революция обернётся тиранией и торжеством «грядущего хама».
В Париже Мережковские установили связи с журналом «Mercure de France», общались с А. Франсом и Р. Штайнером, лидером французских социалистов Ж. Жоресом (это знакомство устроил прибывший к тому времени в Париж А. Белый), философом Бергсоном, но остались крайне неудовлетворёнными вежливой, но безразличной реакцией европейцев на их идеи. Супруги познакомились с П. А. Кропоткиным и Г. В. Плехановым, продолжая тесно общаться с представителями эсеровского террористического подполья, прежде всего, И. Фондаминским и Б. Савинковым, который искал у Мережковских «религиозного оправдания» политическому террору и получил «интенсивные литературные консультации» в работе над повестью «Конь бледный». Прежде всего друзьям-эсерам была адресована имевшая широкий резонанс лекция «О насилии», которую Мережковский прочёл 21 февраля 1907 года в Salle d’Orient.
В эти дни сам Мережковский начал вплотную работать над пьесой «Павел I» — первой частью новой трилогии «Царство Зверя». К началу следующего 1908 года, несмотря на успех ещё одной своей публичной лекции, «О самодержавии», Мережковский пришёл к выводу о том, что его «европейская миссия» исчерпана. 11 июня 1908 года, поддавшись уговорам прибывшего в Париж Н. Бердяева, который рассказал им о новой ситуации, складывающейся в стране, Мережковские приняли решение вернуться в Россию. Впрочем, сначала Мережковский завершил работу над «Павлом I»; отъезд не был ускорен даже известием о смерти 17 марта в Петербурге отца писателя.:411.
Осенью 1907 года в Петербурге начались дни, которые позже вошли в историю семьи Мережковских как «сезон о Боге». Писатель активно участвовал в работе Религиозно-философского общества, где, в частности, встречался со своим бывшим оппонентом — архимандритом Михаилом. На некоторое время «троебратство» получило контроль над журналом «Образование» и газетой «Утро»; статьи Мережковского при этом публиковались также в «Речи» и «Русской мысли».

#### «Царство Зверя». Критика «веховцев»
В 1908 году Д. С. Мережковский опубликовал завершённую ещё в Париже драму «Павел I», ставшую первой частью трилогии «Царство Зверя» (первоначально названной «Зверь из Бездны»). Произведение, по мнению цензоров, «оскорблявшее самодержавие», было немедленно конфисковано; его публикация повлекла за собой продолжительное судебное преследование (лишь 18 сентября 1912 года суд оправдал автора и издателя «за отсутствием состава преступления»). Роман (второй в трилогии) «Александр I» печатался в «Русской мысли» в 1911—1912 годах, отдельным изданием вышел в 1913 году (и был переиздан в Берлине в 1925 году). Заключительная часть трилогии, роман «14 декабря», вышел в 1918 году.
Все три книги были свободны от метафизической догматики, красочной эротики и «смакования жестокостей», в чём некоторые критики упрекали автора за романы первой трилогии. Романы серии «Царство зверя», исследующие природу и суть русской монархии на широком историческом фоне, демонстрировали прочную связь «с гуманистической традицией русской литературы XIX века», которая, как считали многие критики, оказалась в других произведения Мережковского утраченной.
В апреле 1909 года Мережковский, как один из лидеров Религиозно-философского общества, выступил с резкой критикой «веховцев» (и, как он полагал, в защиту русской интеллигенции), в числе которых были его недавние единомышленники — «легальные марксисты» — Бердяев, Булгаков, Гершензон. Розанов, отметив «блистательность» речи писателя, пришёл в ужас от того, как тот «при хохоте зала… их, своих друзей, пинал ногами, бил дубьём — безжалостно, горько, мучительно… Весь тон был невыносимо презрительный, невыносимо высокомерный…».
Отвечая Бердяеву, Мережковский писал:

Православие есть душа самодержавия, а самодержавие — есть тело православия… Христианская святость совместима с реакцией, с участием в «Союзе русского народа», с превращением Церкви в орудие мирской политики, с благословением смертных казней. <…> Нельзя… поручать себя молитвам тех, кого считаешь мучителями, распинателями правды Христовой, кого подозреваешь в безбожном, демоническом отношении к миру.
Н. А. Бердяев, С. Л. Франк, С. Н. Булгаков с этого времени стали яростными критиками Мережковского; в свою очередь последний не простил В. Розанову критической статьи в свой адрес. Многие отметили, что позиция Мережковского была непоследовательной: «веховцы» во многом продолжали его собственные идеи (в частности, о «воцерковлении» интеллигенции), высказывавшиеся в начале 1900-х годов.
Статус Мережковского изменился: для «левой» критики он превратился из изгоя-декадента в «маститого русского писателя, к которому прислушивается Европа». Розанов же адресовал ему слова (впоследствии вошедшие в сборник «Опавшие листья»), которые многими были расценены как пророческие: «Вот то-то и оно-то, Димитрий Сергеевич, что вас никогда, никогда, никогда не поймут те, с кем вы… И никогда, никогда, никогда, никогда вы не обнимете свиное, тупое рыло революции…».

#### 1909—1913 годы
В 1909 году был опубликован четвёртый сборник стихов Мережковского под названием «Собрание стихов». Здесь было немного новых стихотворений, но составил его автор в соответствии со своими изменившимися взглядами. Старые стихотворения таким образом обрели новый смысл, а несколько новых «озарили всю книгу особым, ровным, но неожиданным светом». К этому времени критики сформировали общее для себя представление о Мережковском как о поэте «общих настроений», который даже в интимных признаниях выражал то, что «было или должно было стать всеобщим чувством, страданием или надеждою». Судя по всему, ограниченность своего поэтического дарования осознавал и сам Мережковский. Готовя полное собрание сочинений, он включил в него множество «критических мелочей» и лишь очень немного тщательно отобранных стихотворений.
В начале 1909 года у Мережковского возникли проблемы со здоровьем: по совету врачей супруги направились лечиться в Европу. Первоначальный диагноз — органические изменения в сердце — не подтвердился: в Париже (куда супруги прибыли по приглашению Савинкова) кардиолог Вогез не нашёл патологий в сердечной деятельности и рекомендовал писателю лечиться от нервного истощения. Зимой того же года, почувствовав ухудшение состояния, Мережковский направился на юг Франции, где продолжил работу над «Александром I» и сбор материалов для следующего романа «14 декабря»:412.
13 января 1910 года вышла книга Д. С. Мережковского «Больная Россия», в которую были включены статьи, опубликованные в газете «Речь» в 1908—1909 годах и затрагивавшие важные вопросы, касавшиеся церковной жизни. В 1910 году саратовский епископ Гермоген (Долганов) выступил с требованием отлучить Д. Мережковского от Русской православной церкви.
В 1911 году перед очередным возвращением в Россию из Парижа Гиппиус купила дешёвую квартиру в Пасси (Rue Colonel Bonnet, 11-bis); это почти случайное приобретение имело впоследствии для Мережковских решающее, спасительное значение. Получив из России письмо от сестёр Гиппиус о политических обвинениях, выдвинутых против него («связь с террористами»), Мережковский, тем не менее, не отказался от решения вернуться в Россию с завершённой первой частью «Александра I». В мае «Русская мысль» начала печатать роман, публикация которого продлилась весь этот и следующий, 1912 год. Воспользовавшись советом друзей, Мережковский телеграфировал прокурору, что явится лишь непосредственно на судебное заседание, и, чтобы избежать ареста, тут же возвратился в Париж. Несколько месяцев спустя при очередном пересечении границы у Мережковского были конфискованы рукописи заключительных глав «Александра I»; писателю при этом были предъявлены официальные обвинения. Они были полностью сняты 18 сентября, когда состоялся суд, Мережковского и Пирожкова «за отсутствием состава преступления» оправдавший:412.

#### 1913—1916 годы
1913 год оказался для Мережковского омрачённым конфликтом с недавним другом В. Розановым, который — по поводу «дела Бейлиса» — в газете «Земщина» выступил со статьями о ритуальных жертвоприношениях у евреев. После того, как Розанов публично обвинил Мережковского в попытке «продать родину жидам» и в связях с террористическим подпольем, последний вынес вопрос о его поведении на рассмотрение Религиозно-философского общества. 26 января в Обществе состоялся «Суд над Розановым»; большинство участников не поддержало требований Мережковского и Философова об исключении Розанова. Последний вышел из Общества добровольно, но при этом опубликовал в «Новом времени» (25 января) выдержки из писем Мережковского А. С. Суворину, которые доказывали, по его мнению, «двуличие» писателя:413.
В том же году в издательстве М. О. Вольфа вышло первое (17-томное) собрание сочинений Мережковского. Второе было составлено и выпущено Д. И. Сытиным в 1914 году в 24 томах: после его выхода академик Н. А. Котляревский выдвинул кандидатуру Мережковского на соискание Нобелевской премии по литературе.
К участию России в войне Мережковский отнёсся крайне отрицательно. Супруги демонстративно отказались участвовать в каких бы то ни было верноподданнических манифестациях и выразили, кроме того, неодобрение в связи с переименованием столицы из Петербурга в Петроград. На некоторое время Мережковский отошёл от политики и погрузился в литературную и публицистическую деятельность. Значительный резонанс имела его лекция «Завет Белинского. Религиозность и общественность русской интеллигенции» (выпущенная в 1914 году отдельным изданием), где прозвучала идея о духовном лидерстве интеллигенции в отечественной истории. В начале 1915 года писатель сблизился с А. Ф. Керенским, а кроме того примкнул к А. М. Горькому в попытке создать «левопатриотическое» общество, целью которого стал бы скорейший выход России из войны с минимальными потерями:414.
В 1915 году Мережковский опубликовал публицистический сборник «Было и будет: Дневник 1910—1914» и литературное исследование «Две тайны русской поэзии: Некрасов и Тютчев». В 1916 году состоялись премьеры двух его пьес: «Будет радость» (МХТ) и «Романтики» (Александринский театр, постановка В. Э. Мейерхольда); вторая из них имела большой успех. При этом по-прежнему, признанный в Европе, на родине Мережковский имел репутацию «спорного» автора и постоянно вынужден был преодолевать сопротивление критики. В автобиографической заметке 1914 года он констатировал: «Вообще в русской литературе встречали меня недоброжелательно, и недоброжелательство это до сих пор продолжается. Я мог бы справить 25-летний юбилей критических гонений безжалостных».

#### 1917—1920 годы
Зиму супруги провели в Кисловодске, а в конце января 1917 года вернулись в Петроград. В феврале их квартира на Сергиевской стала почти «филиалом» Государственной думы: в период крушения монархии к ним, в перерывах между заседаниями, заходили знакомые «думцы» и они, как вспоминала Гиппиус, весь 1917 год «следили за событиями по минутам». Мережковские приветствовали Февральскую революцию 1917 года: они полагали, что только «честная революция» может покончить с войной, а «установление демократии даст возможность расцвета идей свободы (в том числе и религиозной) перед лицом закона». Не входя ни в одну из политических партий, Мережковский имел контакты со всеми, за исключением социал-демократической; Временное правительство он воспринимал как «вполне близкое». 14 марта к супругам на квартиру пришёл А. Ф. Керенский — в то время министр юстиции Временного правительства — с тем, чтобы попросить Мережковского написать популярную брошюру о декабристах для распространения в войсках. Однако вторая аудиенция у Керенского, также в марте, произвела на писателя удручающее впечатление: в те дни он, погрузившись в депрессию, предсказал и скорое падение Временного правительства и диктатуру В. И. Ленина:414.
Октябрьские события вызвали яростный протест Мережковского. Он истолковал происшедшее как разгул «хамства», воцарение «народа-Зверя», смертельно опасного для всей мировой цивилизации, торжество «надмирного зла». Мережковский и Гиппиус первым делом занялись хлопотами по освобождению министров, заключённых в Петропавловскую крепость. В конце 1917 года писатель выступал с антибольшевистскими лекциями и статьями, одна из них, «1825-1917» (14 декабря, газета «Вечерний звон») анализировала ведущую роль интеллигенции в русском революционном движении. Между тем, «Павел I» сразу же после революции был реабилитирован; пьеса прошла во многих театрах страны.
В январе 1918 года квартира Мережковских на Сергиевской стала местом конспиративных заседаний эсеровской фракции. После разгона 5 января 1918 года Учредительного собрания Мережковские почувствовали, что «…Дальше — падение, то медленное, то быстрое, агония революции, её смерть». Д. С. Мережковский записал в дневнике:

Как благоуханны наши Февраль и Март, солнечно-снежные, вьюжные, голубые, как бы неземные, горние! В эти первые дни или только часы, миги, какая красота в лицах человеческих! Где она сейчас? Вглядитесь в толпы Октябрьские: на них лица нет. Да, не уродство, а отсутствие лица, вот что в них всего ужаснее… Идучи по петербургским улицам и вглядываясь в лица, сразу узнаешь: вот коммунист. Не хищная сытость, не зверская тупость — главное в этом лице, а скука, трансцендентная скука «рая земного», «царства Антихриста». — «Записная книжка», Д. С. Мережковский
В 1919 году Мережковский начал сотрудничество с горьковским издательством «Всемирная литература», где стал получать паёк и заработок; для «Секции исторических картин» он переделал романы «Юлиан Отступник» и «Пётр и Алексей» в пьесы. Спасаясь от голода, супруги распродавали всё, что могли, включая одежду и посуду. Описывая расстрелы «интеллигенции, дворянства и духовенства», Мережковский замечал в «Записной книжке»: «А в Европе гадают, возможна или невозможна постепенная эволюция от человеческой мясорубки к свободе, равенству и братству». Характеризуя вождей революции, Мережковский писал: «Среди русских коммунистов — не только злодеи, но и добрые, честные, чистые люди, почти 'святые'. Они-то-самые страшные. Больше, чем от злодеев, пахнет от них китайским мясом».
Когда Юденич подходил к Петрограду, Мережковские ещё надеялись на свержение власти большевиков, но узнав о поражении Колчака и Деникина, решили бежать из России. «Их роль в культурной жизни столицы и влияние на прогрессивную часть столичной интеллигенции были исчерпаны. Не желая приспосабливаться к большевистскому режиму, они решили искать в Европе ту свободу, которая была попрана на родине», — писала американская исследовательница жизни и творчества Мережковского Темира Пахмусс.

### Эмиграция
В декабре 1919 года, комментируя предложение произнести речь в день годовщины восстания декабристов на торжественном празднике, устроенном в Белом зале Зимнего дворца, Мережковский писал в дневнике: «Я должен был прославлять мучеников русской свободы пред лицом свободоубийц. Если бы те пять повешенных воскресли, их повесили бы снова при Ленине, так же, как при Николае Первом». Он покинул Петроград как раз в день этого ожидавшегося от него выступления.
Сначала писатель подал заявление в Петроградский совет с просьбой разрешить «по болезни» выехать за границу, на что получил категорический отказ. «С безграничною властью над полуторастами миллионов рабов, люди эти боятся одного лишнего свободного голоса в Европе. Замучают, убьют, но не выпустят», — замечал он в дневнике. Наконец, получив мандат на чтение лекций красноармейцам по истории и мифологии древнего Египта, в ночь 24 декабря 1919 года чета Мережковских, Д. В. Философов и секретарь Гиппиус, студент филологического факультета Петербургского университета В. А. Злобин, тайком покинули Петроград.

#### Минск и Варшава
Через Бобруйск все четверо выехали в Минск, где своим появлением привлекли внимание польской шляхты и русских эмигрантов. Мережковские прочли несколько лекций и опубликовали антибольшевистские статьи в газете «Минский курьер». В начале февраля 1920 года они выехали в Вильно, где провели в Городском зале две лекции. В газетном интервью Мережковский говорил: 

Для того, чтобы Россия была, а по моему глубокому убеждению её теперь нет, необходимо, во-первых, чтобы в сознание Европы проникло наконец верное представление, что такое большевизм. Нужно, чтобы она поняла, что большевизм только прикрывается знаменем социализма, что он позорит святые для многих идеалы социализма, чтобы она поняла, что большевизм есть опасность не только русская, но и всемирная… Страшно подумать, что при царском режиме писатель был свободнее, нежели теперь. Какой позор для России, для того изуверского «социализма», который царствует теперь в России! В России нет социализма, нет диктатуры пролетариата, а есть лишь диктатура двух людей: Ленина и Троцкого. — Д. С. Мережковский. Из интервью газете «Виленский курьер». 1920. № 244, 28 февраля. 
Из Вильно Мережковские выехали в Варшаву; здесь, получив от издателя Бонье крупный аванс, писатель приступил к работе над книгой о России и большевиках, погрузившись одновременно в антикоммунистическую деятельность Русского комитета в Польше, стране, как он полагал, «потенциальной всеобщности». В июле он приступил к редактированию газеты «Свобода», в которой активное участие приняла и З. Н. Гиппиус, ставшая редактором литературного отдела. Одну из статей здесь под названием «Смысл войны» Мережковский подписал псевдонимом «Юлиан Отступник».

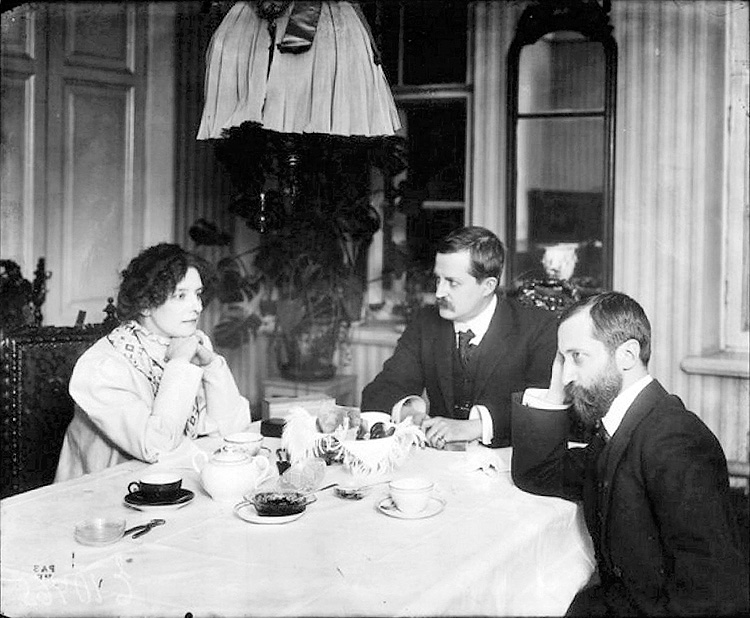
З. Гиппиус, Д. Философов, Д. Мережковский

Летом Б. Савинков, прибывший в Польшу для переговоров с Ю. Пилсудским, привлёк Мережковских и Философова к работе в Русском эвакуационном комитете, который фактически являлся военно-мобилизационной структурой для формирования белогвардейских частей. 25 июня 1920 года Мережковский встретился в Бельведере с главой Польши Пилсудским. От имени Комитета он опубликовал «Воззвание к русской эмиграции и русским людям», в котором призвал не сражаться с воюющей польской армией, более того, присоединяться к ней:416.
Поняв, что их «миссия» (состоявшаяся прежде всего в попытке убедить польское правительство отказаться от перемирия с большевиками) провалилась, Мережковские и Злобин 20 октября 1920 года выехали из страны. В. Философов остался в Варшаве с Савинковым, возглавив отдел пропаганды в Русском политическом комитете в Польше.

#### Мережковские в Париже
После недолгой остановки в Висбадене, Мережковские прибыли в Париж, где расположились в долгие годы пустовавшей квартире. Здесь в конце 1920 года Мережковский создал антикоммунистический «Религиозный союз» (впоследствии — «Союз непримиримых»), а 16 декабря выступил в Зале научных обществ с лекцией «Большевизм, Европа и Россия», в которой разоблачил «тройную ложь» большевиков, говоря, что лозунги «мир, хлеб и свобода» на самом деле означают «война, голод и рабство». Согласно Мережковскому, в России «настало царство Антихриста»; он «предпочёл бы, чтобы Россия не существовала вовсе», если бы знал, что «Россия и свобода — несовместимы».
 Мережковский считал, что русский народ - самый «последний, крайний, предельный и... по всей вероятности, объединяющий все остальные культуры, преимущественно синтетический народ», близкий к пределам всемирной истории. Запад виделся Мережковскому захлёстнутым волной «удушающего мёртвого позитивизма», Восток – воплощением позитивизма. Россия и русские люди «нового религиозного сознания» должны были, по его замыслу, стать искрой, которая вызовет взрыв, коренное изменение в мировой культуре и цивилизации.
Б. Розенталь писала, что у Мережковского «Россия вмещает Европу, а не Европа - Россию. Они не являются по-настоящему равноценными. Для Мережковского Европа - это Марта, она олицетворяет работу мира, но Россия для него - Мария, душа мира. Душа важнее тела. Россия вберёт в себя Европу через любовь»  Именно от России, согласно Мережковскому, следовало ждать - или всемирного спасения, или всемирной катастрофы.
При этом Мережковские были свободны от проповеди национального превосходства и изоляционизма. Они были убеждены, что «последний христианский идеал Богочеловечества достижим только через идеал всечеловечества, то есть идеал вселенского, все народы объединяющего просвещения, вселенской культуры».
«Да будет один царь на земле и на небе - Иисус Христос» - это вся Россия когда-нибудь скажет - и сделает. Господь не покинет России. Только бы с Ним, только бы с Ним - и такая будет революция, какой мир не видал!» - писал Мережковский. Высшая миссия России, по его мнению, - «правда Христа».
В Париже Мережковские начали сотрудничать с журналом «Современные записки», газетами «Последние новости» (П. Н. Милюков) и «Возрождение» (П. Б. Струве), но взаимопонимания с этими редакциями у них не возникло. Мережковские не вошли ни в один эмигрантский кружок: их взгляды не находили отклика ни у правых, ни у левых. С одной стороны, они хоть и призывали к военной интервенции в Россию, но «не поддерживали реставраторства, что отталкивало от них апологетов белой идеи, с другой — их непримиримость к большевикам и происшедшему в России идейно развела их с левыми».
Активно агитировавший за интервенцию в Россию Мережковский был представлен премьер-министру Э. Эррио; написал открытые письма Ф. Нансену и Г. Гауптману, а позже — папе Пию XI, выразив протест против общения представителей Ватикана с «гонителями христиан» (на что получил резкую отповедь от аббата Ш. Кене). Практически единственным безоговорочным союзником Мережковского в эти годы был И. А. Бунин: по многим вопросам с ним они выступали единым фронтом, в частности, призывая ПЕН-клуб прекратить контакты с советскими писателями. Бунин и Мережковский провели переговоры с французскими политиками, лоббировавшими интересы эмиграции и добились выделения пособий русским писателям-эмигрантам.
В январе 1921 года в Париже прошло совещание членов Учредительного собрания в
эмиграции, к «примирительным» заявлениям последнего Мережковский отнёсся враждебно. Лекции и статьи, опубликованные им в газете В. Л. Бурцева «Общее дело», вошли в коллективный сборник «Царство Антихриста» (Мюнхен, 1921), программное выступление четырёх авторов (Мережковский, Гиппиус, Философов, Злобин), полное впечатлений от жестокостей жизни в большевистском Петрограде. Авторы попытались здесь показать связанность судеб России и Европы («Между нынешней Россией, большевистскою, и Россией будущей, освобождённою, Европа, хочет того или не хочет, будет вдвинута»). Мережковский предостерегал: «душевная болезнь» большевизма захлестнёт и западный мир, посеет и в Европе «равенство в рабстве, в смерти, в безличности, в Аракчеевской казарме, в пчелином улье, в муравейнике или в братской могиле», ведь «…русский пожар — не только русский, но и всемирный».
В эти дни Мережковские близко сошлись с бывшим революционером-народником Н. В. Чайковским, в издательстве которого («Русская земля») был переиздан роман «14 декабря». В 1921 году в Висбадене Мережковский вернулся к работе над материалами по Древнему миру, в частности, — книгой «Тайна Трёх. Египет и Вавилон». Эти были отмечены для него активным общением с приезжавшими сюда И. А. Буниным и В. Н. Муромцевой-Буниной, а также с И. В. Гессеном и бывшим министром А. В. Кривошеиным. Писатель выступил в прессе против помощи голодающим в РСФСР (аргументируя свою позицию тем, что деньги до голодающего Поволжья не дойдут), полемизировал с газетой «Накануне» и А. Н. Толстым, ратовавшими за возвращение эмигрантов на родину и примирение их с большевиками:419.
В 1922 году Мережковский (при посредстве П. Б. Струве) установил контракт с чешским политиком К. П. Крамаржем (что впоследствии обеспечило денежную помощь от чешского правительства крупнейшим русским писателям-эмигрантам), побывал на приёме у мецената Л. М. Розенталя, где встретился с членами французского правительства. В мае восстановились отношения Мережковских с Философовым:420.
В январе 1923 года (в качестве ответа на анкету швейцарского ежемесячника «La Revue de Geneve») Мережковский опубликовал в журнале статью «Будущее Европы», в которой предрёк континенту скорый переход к антропофагии. В июле он отправил письмо секретарю ПЕН-клуба
Нискотту с требованием прекратить контакты клуба с советскими писателями и Горьким. В 1924 году Мережковский принял участие в собрании писателей «Миссия русской эмиграции» (наряду с И. А. Буниным, А. В. Карташёвым, И. С. Шмелёвым), выступив с речью «Слова немых», представителями «левой эмиграции» осуждённой. Его письмо чешскому президенту Т. Масарику с просьбой о помощи русским писателям-эмигрантам принесло реальные результаты: в частности, супругам Мережковским были назначены пенсии по 3 тысячи чешских крон:421.
Мережковский и Гиппиус стали инициаторами создания, а затем и активными участниками литературно-философского общества «Зелёная лампа» (1927—1939); последнее зародилось зимой 1925 года как «литературные воскресники», но быстро стало одним из центров интеллектуальной жизни русского Парижа. Стенографические отчёты первых пяти собраний печатались в журнале «Новый Корабль», основанном З. Гиппиус, который просуществовал около двух лет (1927—1928).
Революционные потрясения в России (как отмечает О. Волкогонова) укрепили веру Мережковского во всемирное предназначение его родины. Россия, по мнению писателя, должна была начать «спасение» других народов, всего человечества. «Мы потеряли всё, кроме нашей всемирности», — писал он в дневнике. О русской диаспоре Мережковский отзывался так: «Мы — воплощённая критика России, как бы от неё отошедшая мысль и совесть, суд над нею, настоящей, и пророчество о ней, будущей».
При этом Мережковские болезненно переживали свою отчуждённость от родины. Характерный диалог супругов записала Нина Берберова: 

«Зина, что тебе дороже: Россия без свободы или свобода без России?» — Она думала минуту. — «Свобода без России… И потому я здесь, а не там». — «Я тоже здесь, а не там, потому что Россия без свободы для меня невозможна. Но…» — И он задумывался, ни на кого не глядя. «…На что мне, собственно, нужна свобода, если нет России? Что мне без России делать с этой свободой?» — Н. Берберова, «Курсив мой».
В сентябре 1928 года Мережковские приняли участие в Первом съезде русских писателей-эмигрантов, организованном в Белграде королём Югославии Александром I Карагеоргиевичем. Тогда же сербский монарх наградил писателя орденом Святого Саввы первой степени за заслуги перед культурой. Мережковский и Гиппиус выступили с публичными лекциями, организованными Югославской академией, после чего при Сербской академии наук стала издаваться «Русская библиотека», в которую вошли произведения Бунина, Мережковского, Гиппиус, Куприна, Ремизова, Шмелёва, Бальмонта, Северянина. Король сербов, хорватов и словенцев, выпускник Пажеского корпуса в Санкт-Петербурге и ценитель русской культуры Александр I Карагеоргиевич выплачивал стипендии русским писателям, хотя они жили не в Югославии, а в Париже, в том числе Мережковскому и Гиппиус.
Квартира Мережковских в Париже в течение 15 лет была одним из центров эмигрантской жизни. «Иногда Дмитрий Сергеевич и Зинаида Николаевна рассказывали о прошлом — о литературной жизни тех времён, о людях — Розанове, Сологубе, Блоке, Андрее Белом и т. д. Для большинства зарубежного поколения петербургский период был уже сказочной страной, и молодёжь любила слушать такие рассказы», пишет Юрий Терапиано в книге «Встречи»[страница не указана 2440 дней].
В 1932 году начались задержки с выплатами пособий русским писателям-эмигрантам от Чехии, Сербии и Франции. Материальное положение Мережковских ухудшилось («Мы обнищали до полной невозможности», — писала Гиппиус Амфитеатрову). В мае 1932 года Мережковский с женой отправились во Флоренцию по приглашению общества «Alta Cultura» и клуба Леонардо да Винчи. Лекции писателя о великом художнике прошли с огромным успехом, высокие оценки они получили в прессе (La Nazione, 17 и 20 мая). 16 мая во дворце Строцци был дан обед в честь Мережковского. Вернувшись в Париж, супруги, однако, вновь погрузились в ставшую привычной бедность, бремя которой оказалось усугублено всплеском антирусских настроений, возникшем после убийства писателем П. Горгуловым французского президента П. Думера:424.
Крайне неудачной в финансовом отношении оказалась предпринятая в 1933 году Мережковскими серия лекций в Страсбурге и Вене; их антрепренёр скрылся с выручкой; пришлось утешаться (по словам Гиппиус) лишь обилием «банкетов и автографов». В 1934 году бывший президент Франции Г. Думерг образовал правительство «Национального единства»; Мережковским это показалось началом «новой социалистической революции» во Франции. После того, как во главе его стал социалист Л. Блюм, Мережковские, Бунин и другие «правые» русские эмигранты восприняли это как знак близкой катастрофы. Супруги по приглашению Б. Муссолини приехали в Италию, где они провели три года, время от времени наезжая в Париж, где Мережковский стал на некоторое время парижским редактором еженедельника «Меч» (варшавским его соредактором был Философов):425.

### Творчество Д. Мережковского в эмиграции
В эмиграции жанровые предпочтения Мережковского вновь радикальным образом изменились. Художественная литература из его творчества оказалась вытеснена произведениями в жанре религиозно-философского трактата и биографическими эссе («Наполеон», 1929; «Данте», 1939). Характер философских исследований имели и его романы «Рождение богов. Тутанкамон на Крите» (первоначально — в «Современных записках», 1924, № 21, и 22; отдельным изданием книга вышла в Праге в 1925 году) и «Мессия» («Современные записки», 1926—1927; отдельное издание — Париж, 1928). Сам писатель в 1925 году говорил о своих исторических сочинениях: «Большинство считает, что я исторический романист, и это глубоко неправильно; в прошлом я ищу будущее… Настоящее кажется мне иногда чужбиною. Родина моя — прошлое и будущее»
«Иисус Неизвестный» (Белград, 1932—1934), книга, многими рассматривающаяся как центральная из всех, что Мережковский написал в эмиграции, завершила трилогию о путях спасения человечества. Первая часть вышла в Праге в 1925 году под названием «Тайна трёх: Египет и Вавилон», вторая — в Берлине в 1930 году как «Тайна Запада: Атлантида-Европа». Здесь Мережковский (в напоминавшей ницшеанскую стилистике) развивал прежнюю философию истории (построенную на концепции трёх Заветов), но — уже в более апокалиптическом ключе. Как отмечали исследователи, для последних работ Мережковского было характерно ощущение катастрофичности современного мира, которому грозит участь «новой Атлантиды»; его книги напрямую перекликались, в частности, с пессимистическими идеями Г. Шпенглера («Закат Европы»).
Как писал Е. Евтушенко, в эмиграции Мережковский, «постепенно выпав из центра споров… стал трагически маргинален». «Нет сейчас русского писателя более одинокого, чем Мережковский… Мережковского почти 'замолчали', потому что о нём нельзя говорить, не касаясь самых основных, самых жгучих и 'проклятых' вопросов земного бытия», — замечал Георгий Адамович.
Между тем, начиная с 1930 года профессор славянских языков Лундского университета Сигурд Агрелл начал настойчиво выдвигать в соискатели литературной Нобелевской премии сразу двух русских писателей: Мережковского и Бунина. Второй из них неизменно пользовался большей поддержкой номинаторов. В ноябре 1932 года Гиппиус в письме В. Н. Буниной выразила мнение, что Нобелевский комитет не приемлет кандидатуры Мережковского «из-за его антикоммунизма», и что шансы Бунина поэтому предпочтительнее. Действительно, в 1933 году последний Нобелевскую премию наконец получил. С. Агрелл, впрочем, продолжал выдвигать в соискатели Мережковского ежегодно, вплоть до самой своей смерти в 1937 году (всего таких номинаций было восемь), но шансов на победу последний уже не имел:427.
Среди религиозно-философских сочинений, написанных Мережковским в годы эмиграции, исследователи выделяют «Павел. Августин» (Берлин, 1936), «Св. Франциск Ассизский» (Берлин, 1938) и «Жанна д’Арк и Третье Царство Духа» (Берлин, 1938), вышедшие под общим заголовком «Лица святых от Иисуса к нам». В тридцатые годы Мережковский перевёл также на русский язык сочинения Еврипида, Софокла, Гёте, Э. А. По.
Посмертно на французском языке была издана трилогия Мережковского «Реформаторы», в которую вошли книги о Лютере, Кальвине и Паскале (1941—1942; русское издание — Нью-Йорк, 1991). Перед самой смертью Мережковский завершил свою последнюю трилогию об «испанских тайнах»: «Испанские мистики. Св. Тереза Иисуса»
(«Возрождение», 1959. № 92 и 93), «Св. Иоанн Креста» («Новый журнал», 1961, № 64, 65 и 1962. № 69), «Маленькая Тереза» (отдельное издание в США, 1984).
Творчество Мережковского в эмиграции вызывало противоречивые отклики. Современные исследователи в большинстве своём считают, что именно во Франции писатель достиг своего творческого пика. Противоположное мнение высказывала Нина Берберова, считавшая, что «…из его писаний за время эмиграции всё умерло… Живо только то, что написано им было до 1920 года».

#### Мережковский и диктаторы
В эмиграции Мережковский продолжал полагать, что «русский вопрос — это всемирный вопрос и спасение России от большевизма — основная задача и смысл западной цивилизации».
Текст «радиообращения» Мережковского долгое время ассоциировался со статьёй «Большевизм и человечество», которая была опубликована в 1944 году в «Парижском вестнике», издававшемся оккупационным Управлением делами эмиграции в России. Между тем, согласно Ю. В. Зобнину, убеждённому в том, что Мережковский никогда не произносил своей прогитлеровской речи, статья представляла собой изготовленную в пропагандистском ведомстве фашистской Италии компиляцию из фрагментов искажённого текста неопубликованного эссе Мережковского «Тайна русской революции» (о «Бесах» Ф. М. Достоевского), куда были добавлены инородные фрагменты.
В 1942 году, как утверждает автор версии, пропагандистское ведомство Муссолини, с тем, чтобы поднять боевой дух своих войск, направленных на Восточный фронт, изготовило пропагандистский текст, вырезав из работы Мережковского всё касавшееся романа Достоевского и добавив - «актуальные пассажи о священной миссии Германии». Под заголовком: «Большевики, Европа и Россия. — Большевизм и человечество» — этот текст увидел свет в 1942 году.
Фальшивка, по мнению Ю. Зобнина, так или иначе была озвучена по итальянскому радиовещанию, после чего в 1943 году итальянский перевод сфабрикованного текста попал в Париж уже в качестве «неизвестной статьи Мережковского». Текст заново перевели на русский язык и опубликовали, не зная, что запасной вариант эссе о романе Достоевского хранится у Л. М. Лифаря.
В июне 1936 года Мережковский получил стипендию от правительства Муссолини для работы над книгой о Данте; более того, итальянский диктатор нашёл время, чтобы несколько раз встретиться с писателем и поговорить с ним о политике, искусстве и литературе. В ходе личных встреч с дуче Мережковский убеждал того в необходимости начать «священную войну» с Советской Россией. В одном из писем, адресованных Муссолини, Мережковский писал: «…Лучшее из всех свидетельств о Данте, самое правдивое и самое живое — это Вы. Дабы понять Данте, надо им жить, но это возможно только с Вами, в Вас… Ваши души изначально и бесконечно родственны, они предназначены друг для друга самой вечностью. Муссолини в созерцании — это Данте. Данте в действии — это Муссолини…». В феврале 1937 года в «Иллюстрированной России» (№ 8) появилась статья Мережковского «Встречи с Муссолини»; именно она впоследствии цитировалась в качестве неопровержимого доказательства «коллаборационизма» Мережковского.
В мае 1937 года, завершив «Данте», Мережковский вернулся в Рим и, сняв виллу «Флора» неподалёку от летнего дворца Папы, встретился с итальянским министром иностранных дел Видау. Однако уже в октябре, вернувшись в Париж, он говорил о том, что разочарован Муссолини, называя его «политиком-материалистом» и «пошляком». Некоторое время писатель безуспешно пытался связаться с Франко, диктатором Испании — страны, которая стала казаться ему возможным убежищем от «коммунистической экспансии» в Европу:427.
При этом Мережковский осознавал опасность фашизма. Ещё в 1930 году он писал в одной из своих книг о Европе: «В нижнем этаже — пороховой погреб фашизма; в верхнем — советская лаборатория взрывчатых веществ, а в среднем — Европа, в муках родов: мир хочет родить, а рождает войну». Но возможная победа Гитлера в войне пугала Мережковского меньше, чем порабощение Европы большевиками. В отношении к фюреру впервые взгляды Гиппиус и Мережковского разошлись. Если для Гиппиус Гитлер всегда был «идиотом с мышь под носом» (об этом вспоминали Л. Энгельгардт и Н. Берберова), то Мережковский считал его удачным «орудием» в борьбе против «царства Антихриста», каковым считал большевизм.
Осенью 1938 года, когда гитлеровская Германия аннексировала Австрию и захватила Судеты, а потом и Чехословакию, Мережковский и Гиппиус выступили с категорическим осуждением «Мюнхенского сговора». В июле 1939 года в гитлеровской Германии было запрещено издание «Жанны д’Арк». В Брюсселе, в издательстве «Петрополис», на русском языке вышел «Данте» — без посвящения и каких бы то ни было упоминаний Муссолини во вступительной статье. «Пакт о ненападении», заключённый 23 августа СССР и Германией, Мережковские сочли политическим абсурдом; Гиппиус назвала его «пожаром в сумасшедшем доме»:427.
Летом 1941 года, вскоре после нападения Германии на СССР, В. Злобин и его немецкая знакомая без ведома Гиппиус (предположительно, чтобы облегчить тяжёлое материальное положение супругов) привели писателя на немецкое радио. Мережковский перед микрофоном произнёс речь «Большевизм и человечество», в которой говорил о «подвиге, взятом на себя Германией в Святом Крестовом походе против большевизма». Писатель сравнил фюрера с Жанной д’Арк, призванной спасти мир от власти дьявола. «Он ощущал себя предтечей грядущего Царства Духа и его главным идеологом… Диктаторы, как Жанна д’Арк, должны были исполнять свою миссию, а Мережковский — давать директивы. Наивно? Конечно, наивно, но в метафизическом плане, где пребывал Мережковский, 'наивное' становится мудрым, а 'абсурдное' — самым главным и важным; так верил Мережковский», — вспоминал Ю. Терапиано.
Надеясь, что большевизм и национал-социализм уничтожат друг друга, в радиоречи Мережковский фактически повторил то, что писал с 1920 года: 

Большевизм никогда не изменит своей природы, как многоугольник никогда не станет кругом, хотя можно увеличить до бесконечности число его сторон… Основная причина этой неизменности большевизма заключается в том, что он никогда не был национальным, это всегда было интернациональное явление; с первого дня его возникновения Россия, подобно любой стране, была и остаётся для большевизма средством для достижения конечной цели — захвата мирового владычества.
З. Гиппиус, «узнав об этом радиовыступлении, была не только расстроена, но даже напугана», — первой её реакцией стали слова: «Это конец». Она не ошиблась. Их подвергли остракизму, «сотрудничества» с Гитлером Мережковскому не простили.

### Последние дни Мережковского
1 сентября 1939 года начало Второй мировой войны супруги встретили в Париже. Незадолго до этого Мережковский передал Л. М. Лифарю рукопись эссе «Тайна русской революции». Летом американская киностудия Paramount и французская Association des Auteurs de Films приняли к постановке сценарий Мережковского «Жизнь Данте», но из-за начала войны съёмки не состоялись. 9 сентября, опасаясь бомбардировок, Мережковские, вместе с десятками тысяч парижан выехали из Парижа и поселились в Биаррице на юге Франции. Проведя здесь три месяца (в обществе Г. В. Иванова и И. В. Одоевцевой, французских и английских военных), они вернулись в столицу, где провели зиму и весну 1940 года.
В начале июня начались бомбардировки Парижа, супруги вновь «эвакуировались» в Биарриц, но 27 июня сюда вошли гитлеровцы, и осенью Мережковские вернулись в столицу, где некоторое время вынуждены были ночевать у знакомых и жить в приюте для беженцев. 14 августа 1940 года в Биаррице прошло чествование Мережковского по случаю его 75-летия под председательством Клода Фаррера, в комитет по организации которого входили П. Н. Милюков, И. А. Бунин, В. А. Маклаков и М. А. Алданов. Торжество принесло юбиляру и 7 тысяч франков: это позволило супругам снять виллу «El Recret». Здесь писатель успел завершить «Святого Иоанна Креста» и сразу же начал работать над «Святой Терезой Авильской» и «Маленькой Терезой».

Могила Дмитрия Сергеевича на русском кладбище Сент-Женевьев-де-Буа недалеко от Парижа

Заклеймённый русской эмиграцией за германофильство, писатель оказался в общественной изоляции. Между тем (как отмечает О. Волкогонова), саму речь Мережковского мало кто слышал: «Объективно, прогитлеровскими в ней были лишь процитированные выше слова, весь же остальной текст выступления был посвящён критике большевизма, заканчивалась же речь пламенными строками Гиппиус о России (совершенно несовместимыми с гитлеровскими планами славянского геноцида)». Вести о зверствах гитлеровских войск в России заставили Мережковского усомниться в своём выборе; незадолго до смерти он, по свидетельству близкого к кругу З. Гиппиус поэта В. А. Мамченко, осуждал Гитлера.
Последние месяцы жизни Мережковский непрерывно работал: прочёл публичные лекции о Леонардо да Винчи и Паскале, пытался прочесть доклад о Наполеоне, но он был запрещён оккупационными властями. К июню 1941 года у Мережковских кончились деньги: выселенные из виллы за неуплату, они сняли на лето меблированные комнаты. В сентябре, одолжив деньги у знакомых, супруги вернулись в парижскую квартиру. Истощённый физически и морально, Мережковский до последних дней пытался работать над «Маленькой Терезой», но она так и осталась неоконченной.
Мережковский скоропостижно скончался 7 декабря 1941 года от кровоизлияния в мозг. 10 декабря состоялись отпевание в православном храме Святого Александра Невского на улице Дарю и похороны на русском кладбище Сент-Женевьев-де-Буа; здесь присутствовало всего лишь несколько человек, а могильный памятник был поставлен на подаяние французских издателей. Надгробие — белый обелиск, повторяющий контуры византийского православного храма, увенчанный маковкой с «восьмиконечным» православным крестом, — в нише своей имело изображение Пресвятой Троицы в обрамлении слов из прошения молитвы Господней: «Да приидет Царствие Твое»:396.

## Личная жизнь. Союз с Зинаидой Гиппиус
Первым серьёзным романтическим увлечением Мережковского была Л. К. Давыдова, дочь издательницы «Северного Вестника» А. А. Давыдовой. Летом 1885 года он совершил путешествие с семьёй А. А. Давыдовой по Франции и Швейцарии, но этот любовный роман оказался неудачным:398. В январе 1889 года Мережковский вступил в брак с З. Н. Гиппиус, будущей поэтессой и писательницей, которая стала на всю жизнь его ближайшим другом, идейным спутником и «соучастницей духовных и творческих исканий». Союз Мережковского и Гиппиус — самый известный творческий тандем в истории русской культуры «серебряного века».

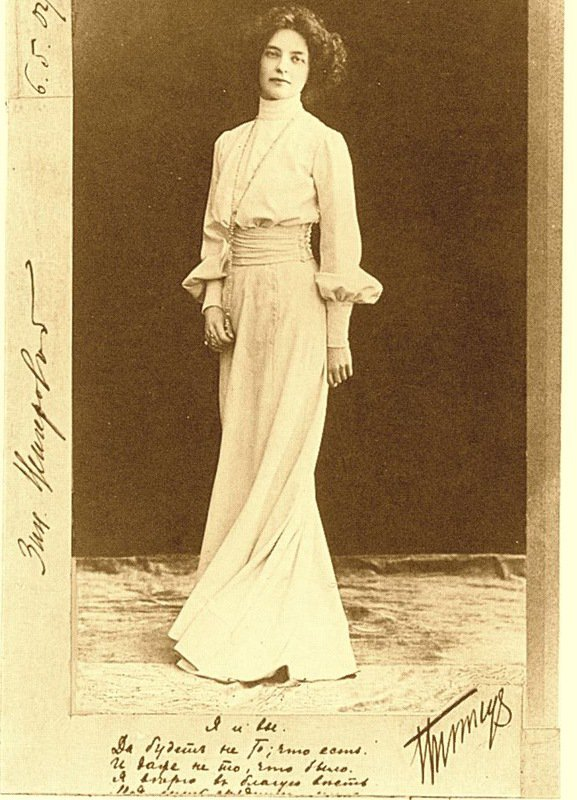
З. Гиппиус, 1900-е годы

Современники отмечали, что Мережковский и Гиппиус составляли единое целое, были неотделимы друг от друга. Сами супруги признавались, что часто не улавливали, кому именно из них принадлежит начало той или иной идеи. «Она ведь не другой человек, а я в другом теле», — писал Мережковский в письме к В. В. Розанову от 14 октября 1899 года. Они прожили вместе, как писала Гиппиус в своих мемуарах, «52 года, не разлучившись ни на один день».
Необычным было уже начало этого союза. Едва только познакомившись, они стали встречаться ежедневно, в парке, причём втайне от окружающих. Каждый их разговор выливался в спор, но при этом стремительно способствовал осознанию полного единения. Секретарь Гиппиус В. А. Злобин отмечал, что та «…по неопытности — ведь ей всего девятнадцать лет» — не чувствовала «внутренней слабости» писателя, скрывавшейся за внешним блеском, которым он «ослепил» литературный Боржом, но признавал за Мережковским уникальную восприимчивость, способность ассимилировать идеи: «Он "слушает порами", как она говорит, и по сравнению с ним она — груба. Но у неё — идеи, вернее, некая, ещё смутная, не нашедшая себе выражения реальность… Он к её стихам прислушивается внимательно и недаром так дорожит утренними с ней прогулками по боржомскому парку. Любит их и она. В этих прогулках, разговорах, даже ссорах — начало их сближения, того "духовного брака", потомство от которого будет "как песок морской"», — писал Злобин. Грань между «собеседованием» и любовным свиданием была в эти дни для двоих практически стёрта:74, — отмечал Ю. Зобнин.
З. Гиппиус так описывала их встречу 11 июля в Боржоме:
…Мне уже не раз делали, как говорится, «предложение»; ещё того чаще слышала я «объяснение в любви». Но тут не было ни «предложения», ни «объяснения»: мы, и главное, оба — вдруг стали разговаривать так, как будто это давно было решено, что мы женимся и что это будет хорошо. Начал, дал тон этот, очень простой, он, конечно, а я так для себя незаметно и естественно в этот тон вошла, как будто ничего неожиданного и не случилось.З. Гиппиус
Венчание состоялось 8 января 1889 года практически без гостей. День свадьбы молодожёны провели за чтением. Наутро Гиппиус, по собственному признанию, «забыла, что накануне вышла замуж».
Многие исследователи отмечали «экспериментальный» характер их брака, необычность взаимоотношений. «Их брак не был обычным в обыденном понимании этого слова. Как и вся жизнь этих людей, он носил характер смелого эстетического и нравственного эксперимента», — отмечал Д. Чураков. Ю. Зобнин возражал против романтического представления о «необычной любви и необычном браке» Мережковских: история их супружеской жизни была, по его мнению, в чём-то, напротив, крайне банальной: относительная бесстрастность мужа, эмоциональная неудовлетворённость жены; его физическая отстранённость как реакция на её бурные романтические увлечения и — результат: «любовь, подобная вражде».
При том, что гораздо больше поводов для ревности давала Гиппиус, именно её реакция на увлечения мужа вызывала ссоры, которыми омрачался союз. Самый большой скандал в семье вызвали отношения Мережковского с Е. И. Образцовой, его многолетней поклонницей. В начале апреля 1901 года она приехала в Петербург, и он неожиданно завязал с ней любовный роман, оправдывая своё «падение» теорией о «святости плоти»:401. В конце июля 1902 года Образцова прибыла к супругам вновь: формально — чтобы стать пайщицей «Нового пути», в действительности — по причинам опять-таки романтическим. В конечном итоге Гиппиус со скандалом выставила её из дома:407. Вспыхнувший осенью 1905 года внезапный роман Мережковского с поэтессой-«оргиасткой» Л. Н. Вилькиной, из-за которого в очередной раз чуть не рухнуло «троебратство», оказался его последним серьёзным увлечением «на стороне»:408.
Заранее предоставив друг другу полную романтическую свободу, супруги в какой-то мере принесли ей в жертву чувственную сторону союза: до самого конца совместного жизненного пути, ощущая полное духовное и интеллектуальное единение, они уже не испытывали друг к другу сильных чувств; страдали, с одной стороны — от невозможности жить друг без друга, с другой — от внутреннего взаимоотторжения. Как следствие, в отношениях Мережковских сложилась «странная искусственность», обращавшаяся в «болезненную и неприятную игру», где муж, как отмечали многие мемуаристы, играл роль «пассивную, а то и страдательную».

### Роли в семье
В. А. Злобин утверждал, что в браке с Мережковским «руководящая, мужская роль <принадлежала> не ему, а ей». Секретарь Гиппиус вспоминал: «Она очень женственна, он — мужественен, но в плане творческом, метафизическом роли перевёрнуты. Оплодотворяет она, вынашивает, рожает он. Она — семя, он — почва». О том же писала И. В. Одоевцева: «В их союзе они как будто переменились ролями — Гиппиус являлась мужским началом, а Мережковский — женским».
Вячеслав Иванов был уверен, что «З. Н. гораздо талантливее Мережковского… Многие идеи, характерные для Мережковского, зародились в уме З. Н., Д. С. принадлежит только их развитие и разъяснение». Похожие мнения высказывали Андрей Белый, Д. Философов, А. Карташёв. Сама Гиппиус так характеризовала суть своих творческих отношений с мужем: 

Случалось мне как бы опережать какую-нибудь идею Д. С. Я её высказывала раньше, чем она же должна была встретиться на его пути. В большинстве случаев он её тотчас же подхватывал (так как она, в сущности, была его же), и у него она уже делалась сразу махровее, принимала как бы тело, а моя роль вот этим высказыванием ограничивалась, я тогда следовала за ним…
По многочисленным свидетельствам, Гиппиус тяжело переживала смерть Мережковского. «Я умерла, осталось умереть только телу», — призналась она в 1941 году.

## Характер и внешность
Исследователями творчества Д. С. Мережковского отмечалось, что во многом основные качества его личности сложились в детстве, под влиянием разнообразных домашних факторов, главным из которых был продолжительный внутренний конфликт с отцом. 
 …Следя за его сутуловатою, высохшею фигуркою, идущею небольшим и вдумчивым шагом, без торопливости и без замедления, «для здоровья и моциона», я подумал невольно: «так, именно так, — русские никогда не ходят! ни один!!» Впечатление чужестранного было до того сильно, физиологически сильно, что я, хотя и ничего не знал о его роде-племени — но не усомнился заключить, что так или иначе, в его жилах течёт не чисто русская кровь. В ней есть несомненные западные примеси; а думая о его темах, о его интересах, невольно предполагаешь какие-то старокультурные примеси. Что-нибудь из Кракова или Варшавы, может быть из Праги, из Франции, через прабабушку или прадеда, может быть неведомо и для него самого, но в нём есть. И здесь лежит большая доля причины, почему он так туго прививается на родине, и так ходко, легко прививается на Западе.
Дмитрий Мережковский в детстве был «крайне возбудимым, впечатлительным мальчиком, болезненным и хрупким». Внешность он унаследовал от отца: невысокий рост, хрупкое телосложение, неправильные черты. Мальчик рано ушёл от общения со внешней средой во внутренний мир; сформирован последний был прежде всего миром литературы, к которому он рано приобщился. С детства, как отмечает Ю. Зобнин, одиночество «…обживалось им в качестве единственно комфортной формы существования». Многие мемуаристы и критики говорили о рано сложившемся «кабинетном характере» личности Д. С. Мережковского. Борис Зайцев назвал Мережковского бездной «вверху и внизу»
Если верить А. Белому, другу юности Мережковского, последний был холодным, рассудочным человеком и работал только «от головы», по «выстрелу пушки сверяя свой рабочий режим». Мережковского обвиняли в сухом интеллектуализме, холодности, схематизме, «головном» характере творчества, в отрешённости от «живой жизни» во имя культурно-мифологических «химер». При этом многих озадачивало очевидное противоречие между «рассудочностью» творчества писателя и буйством скрытых страстей. Александр Блок о романе Мережковского «Александр I» писал в дневнике: «Писатель, который никого никогда не любил по-человечески, — а волнует. Брезгливый, рассудочный, недобрый, подозрительный даже к историческим лицам, сам себя повторяет, а тревожит. Скучает безумно, так же как и его Александр I в кабинете, — а красота местами неслыханная…».
Похожую мысль высказывал В. В. Розанов. Толкуя писательский дар Мережковского как умение «набивать пустоту» (мыслями, чувствами и т. д.) он заключал: «О, как страшно ничего не любить, ничего не ненавидеть, всё знать, много читать, постоянно читать и наконец, к последнему несчастию, — вечно писать, то есть вечно записывать свою пустоту и увековечивать то, что для всякого есть достаточное горе, если даже и сознаётся только в себе».
Мережковский, как вспоминали современники, мог быть сильным и опасным противником в любой дискуссии. Он обладал редким ораторским даром; «говорил, как бы думая вслух — спокойным, всем слышным голосом, почти не делая жестов» и умел вовремя бросать убийственные для оппонента реплики.
Личное обаяние, то, что французы называют charm'ом, у него вообще было очень велико… Это было связано с огромной его культурой и с его редким ораторским талантом… Его вечная напряжённая умственная работа чувствовалась каждым и придавала редкий духовный аристократизм его облику.
Г. Адамович, хорошо знавший Мережковского в эмиграции, писал о безотчётной непримиримости последнего ко всякому проявлению русского дружеского «панибратства», даже самого невинного: «…Наши отечественные рубахи-парни и души нараспашку всех типов неизменно шарахались от него, как от огня». При этом он притягивал людей: «Никого он не "занимал", не "развлекал": он просто говорил весело, живо, интересно — об интересном. Это останавливало даже тех, кто ничем интересным не интересовался», — вспоминала З. Гиппиус.
Основными чертами характера Мережковского, сформировавшими его писательский стиль и отношение к делу, были чрезвычайная скрупулёзность и дотошность; «европеизм» и «кабинетность» таланта. «Ко всякой задуманной работе он относился с серьёзностью, я бы сказала, учёного. Он исследовал предмет, свою тему, со всей возможной широтой, и эрудиция его была довольно замечательна», — вспоминала З. Гиппиус в книге «Дмитрий Мережковский», опубликованной в 1951 году.
Выразительный портрет внешности и характера «двуликого» Мережковского оставил Андрей Белый:

Если бы два года тому назад вы прошли около часу в Летний сад в Петербурге, вы встретили бы его, маленького человека с бледным, белым лицом и большими, брошенными вдаль глазами… Он прямой как палка, в пальто с бобровым воротником, в меховой шапке. Высокое его с густой, из щёк растущей каштановой бородкой лицо: оно ни в чём не может остановиться. Он в думах, в пурговом хохоте, в нежном, снежном дыме. Мимо, мимо проплывал его силуэт, силуэт задумчивого лица с широко раскрытыми глазами — не слепца: всё он видит, все мелочи заметит, со всего соберёт мёд мудрости… Его лицо тоже символ. Вот он проходит — подойдите к нему, взгляните: и восковое это, холодное это лицо, мёртвое, просияет на мгновение печатью внутренней жизненности, потому что и в едва уловимых морщинах вокруг глаз, и в изгибе рта, и в спокойных глазах — озарение скрытым пламенем бешеных восторгов; у него два лица: и одно, как пепел; и другое, как осиянная, духом сгорающая свеча. Но на истинный лик его усталость мертвенная легла трудом и заботой. Отойдите — и вот опять маска. И нет на ней печати неуловимых восторгов неугасимых… Если бы мы подошли к нему здесь, в Летнем саду, посмотрел бы на нас он холодным, неприязненным взором, поклонился бы сухо, сухо. — А. Белый. Арабески. Мережковский. Силуэт. 
У Мережковского не было друзей. Отчасти (замечала З. Гиппиус в воспоминаниях) «…это шло от него самого. Он был не то что скрытен, но как-то естественно закрыт в себе, и даже для меня то, что лежало у него на большой глубине, приоткрывалось лишь в редкие моменты». Задаваясь тем же вопросом, который некогда сформулировал А. Блок («Почему все не любят Мережковского?»), О. Михайлов замечал: «…Он как будто никого не устраивает. Особое положение Мережковского отчасти объясняется глубоким личным одиночеством, которое он сам превосходно сознавал, пронеся его с детских лет и до кончины».
Известны строки из доверительной переписки Мережковского с Л. Н. Вилькиной: «Я страшно стыдлив, неимоверно робок, до глупого застенчив, и от этого происходит то, что Вам кажется моей неискренностью. О самом моём глубоком я совсем, совсем не могу говорить». Биограф Ю. В. Зобнин делает вывод: перед нами — «…легко узнаваемый тип российского неприкаянного художника-неудачника… очень неуверенного в себе, вечно мятущегося, подчас — нелепого, подчас — наивного и сверх меры наделённого сугубо русским талантом — хроническим "неумением жить"».

## Мировоззрение и философия Мережковского
Мережковский-философ начинал в 1880-х годах на позициях позитивизма. Предполагалось, что здесь сказалось влияние брата (впоследствии — известного учёного) и университетской среды. Разочаровавшись в позитивизме, Мережковский, как отмечалось исследователями, не порвал с ним окончательно: он перешёл на религиозные позиции, своеобразно развив «…субъективно-идеалистические тенденции, которыми <был> так богат позитивизм рубежа веков, причём, в особенности, российский».
«Мысль изречённая есть ложь». В поэзии то, что не сказано и мерцает сквозь красоту символа, действует сильнее на сердце, чем то, что выражено словами. Символизм делает самый стиль, самое художественное вещество поэзии одухотворённым, прозрачным, насквозь просвечивающим, как тонкие стенки алебастровой амфоры, в которой зажжено пламя...
...Жадность к неиспытанному, погоня за неуловимыми оттенками, за тёмным и бессознательным в нашей чувствительности - характерная черта грядущей идеальной поэзии. Ещё Бодлер и Эдгар По говорили, что прекрасное должно несколько удивлять, казаться неожиданным и редким. Французские критики более или менее удачно назвали эту черту импрессионизмом...
Таковы три главных элемента нового искусства: мистическое содержание, символы и расширение художественной впечатлительности.

Практической (в литературоведении) реализацией этой эволюции явился для Мережковского символизм, а также новый, «субъективно-художественный метод», провозглашённый и обоснованный им в лекции «О причинах упадка и о новых течениях современной русской культуры». Сутью предложенного Мережковским подхода был «отказ от рационального и переориентация на интуитивное». С этих пор Мережковский уже достаточно резко отзывался о «мёртвенном позитивизме», в противовес ему предлагая положиться «на одухотворённость символов, говорящих об окружающем мире неизмеримо больше и точнее», поскольку символ — это иносказательное откровение о сущем, тогда как «мысль изречённая есть ложь».
Мережковский (согласно Д. Чуракову) прошёл весь путь за основоположником позитивизма О. Контом, провозгласив «смерть метафизики» и противопоставив познаваемый мир материи миру образов, символов, духа. Разница состояла лишь в том, что если Конт стал применять новые установки к области науки, то Мережковский — к области литературы и литературной критики.

### «Третий Завет»
Выработанная Д. С. Мережковским (в творческом сотрудничестве с З. Н. Гиппиус) концепция «нового религиозного сознания», многими воспринятая как культурно-религиозный ренессанс Серебряного века, в равной степени противостояла и материализму, и церковной христианской традиции. Заимствовав основы своей теории у итальянского богослова XII века аббата Иоахима Флорского, Мережковский развил концепцию, согласно которой на смену двум первым заветам (Ветхий завет Бога-отца и Новый Завет Бога-сына), должен прийти Третий Завет — Святого Духа; «завет Свободы вослед заветам Закона и Благодати». В первом Завете (как считали Мережковские), «открылась власть Божья, как истина»; во втором — «истина, как любовь;» в третьем и последнем — «любовь, как свобода». В этом последнем царстве «произнесено и услышано будет последнее, никем ещё не произнесённое и не услышанное имя Господа Грядущего: Освободитель». Третий Завет должен был стать, по их мнению, религией Святого духа, своеобразным синтезом «правды о земле» (язычества) и «правды о небе» (христианства). Таким образом, по Мережковскому, исполнением «сокровенной Тайны Святой Троицы» исторический процесс замкнёт начало с концом и настанут «новое небо и новая земля» обетованного в Апокалипсисе, библейской Книге Откровения.
В этом контексте Мережковский рассматривал духовную историю человечества как противостояние двух «бездн»: «бездны плоти» (воплощённой в язычестве) и «бездны духа» (христианский бесплотный аскетизм), двух несовершенных начал, стремящихся к синтезу через «духовную революцию» — в будущей «новой Церкви». Эту церковь Мережковский и Гиппиус именовали «Церковью Третьего завета». Мережковский осознавал себя «пророком» нового религиозного сознания и выстраивал свои концепции в соответствии с троичным законом диалектики (конфликт тезиса и антитезиса; завершение — синтезом).
Общая и основная идея, на которой базировались религиозные концепции Мережковского, состояла в необходимости обновления традиционного христианства. В. Розанов, говоря о религиозно-философских работах Мережковского, отмечал:

…Всё талантливое и вдохновенное, наконец просто всё искреннее, одно за другим отталкивалось от себя «подлинными христианами»… <Задачей Мережковского было> …выпустить Евангелие в окружении нового комментария: заметить, подчеркнуть и дать истолкование бесчисленным изречениям Спасителя и событиям в жизни Его, которые до сих пор или не попали на острие человеческого внимания, или истолковывались слишком по-детски, или, наконец, прямо перетолковывались во вкусе и методе старых фарисеев и книжников…. — «Среди иноязычных (Д. С. Мережковский)»

#### Плоть и вопросы пола
Развитие идеи о том, что язычество «утверждало плоть в ущерб духу», а церковное христианство выдвинуло аскетический идеал «духа в ущерб плоти» привело (согласно Н. О. Лосскому) к тому, что важнейшее место в философии Мережковского занял вопрос «плоти». По Мережковскому именно «через пол» достигается высшее единство: «Я сознаю себя в моём собственном теле — это корень личности; я сознаю себя в другом теле — это корень пола; я сознаю себя во всех других телах — это корень общества».
Отметив, что на одном из древних языков Библии, арамейском, слово «дух» («Rucha») — женского рода, и сославшись на одну из аграфа (неканонических сказаний о Богоматери) Мережковский оригинально интерпретировал Дух в православной троице, отождествив его с Божьей Матерью. Святая Троица по Мережковскому это Отец, Сын и Мать-Дух. Третий завет, таким образом, будет царством духа-матери, «пламенной заступницы холодного мира» («Иисус Непознанный», 112).
Идеал Бога как единство мужской и женской природы он переносил и на своё понимание человека. Разделение на два пола является, с точки зрения Мережковского, симптомом распада личности. Для Мережковского идеал личности (в этом с ним были согласны Вл. Соловьёв и Н. Бердяев) — это некое двуполое существо, мужчина-женщина («Тайна трёх», стр. 187). Отмечалось, что большое взаимовлияние друг на друга оказывали Мережковский и В. В. Розанов, также придававший вопросам пола большое значение. «Мережковский некогда провозгласил Розанова русским Ницше. Розанов несомненно предопределил подход Мережковского к христианству, привил ему христианские темы в своей постановке», писал Н. Бердяев.
По формулировке Лосского, идеал Мережковского — «не бестелесная святость, но святая плоть, Царство Божие, в котором осуществляется мистическое единство тела и духа». Вся его религиозная философия «основана на идее христианства как религии любви и, следовательно, свободы». Это сочетание любви и свободы «приближает его вплотную к религиозно-философскому движению, начало которому было положено Владимиром Соловьёвым».

Новизна и великое дело Мережковского заключалось в том, что он положил задачею соединить, слить остроту и остроту, острое в христианстве и острое в язычнике… Открыть (перефразирую задачу так) в «величайшей добродетели» — «соблазнительный порок», а в «соблазняющем пороке» — «величайшую добродетель». — В. Розанов. «Среди иноязычных (Д. С. Мережковский)»
В модернизированном христианстве по Мережковскому должны были исчезнуть монашество и аскетизм, а искусство должно стать не только освящённым, но и принятым «внутрь» религии. Цель исторического процесса, считал он, состоит в соединении плоти и духа, синтезу религии и культуры; осуществлении «царства Божиего не в потустороннем мире, а здесь, на земле».

### Отношение к революции. Религиозный анархизм
Установление «царствия Божьего на земле» по Мережковскому должно сопровождаться катастрофами, прежде всего — «революцией духа», в результате которой религия должна будет принять и освятить человеческую плоть, человеческое творчество, свободу человека на бунт. «Лишь постольку мы люди, поскольку бунтуем»; в этой идее Мережковского многие усматривали предвосхищение одной из тем французского экзистенциализма.

Революция должна была привести, по мысли Мережковского, к полному разрыву религии и государства, к соединению народа и интеллигенции и, в конечном итоге, к установлению христианской безгосударственной общественности. В открытом письме Н. Бердяеву Мережковский так сформулировал своё анархическое кредо:
Христианство есть религия Богочеловечества; в основе всякой государственности заложена более или менее сознательная религия Человекобожества. Церковь - не старая, историческая, всегда подчиняемая государству или превращаемая в государство, - а новая, вечная, истинная вселенская Церковь так же противоположна государству, как абсолютная истина противоположна абсолютной лжи...Д. Мережковский — Н. А. Бердяеву.
Одна из исследователей творчества Мережковского, Б. Розенталь так излагала его позицию: «Право само по себе есть насилие… Разница между законной силой, которая держит насилие в ‘резерве’, и актуальным насилием — только дело степени, и то, и другое — грех. Автократия и убийство есть лишь крайние формы проявления силы». При этом Мережковские выступали против насилия, в чём пытались убедить Б. Савинкова, одно время — своего близкого знакомого. Они видели путь к изменению мира через духовное преображение человека.
Следуя идее о том, что Библия даёт революционную (катастрофическую) трактовку хода истории (когда утверждается «преодоление внешнего закона причинности внутреннею свободою, а история предстаёт как цепь различных катастроф и потрясений»), Мережковский делает вывод о том, что религия и революция — неразделимые понятия. При этом (в отличие от «веховцев», с которыми он спорил) Мережковский определял революцию не как политический процесс, а как тотальное преображение мира, опираясь на «духовное народничество» (которое многие ассоциировали с сектантством). В работе «Революция и религия» Мережковский писал: «Сила великого русского раскола-сектантства, этой религиозной революции, … должна соединиться с ныне совершающейся в России революцией социально-политической».
Мережковский считал, что государство и церковь должны будут исчезнуть. К концу жизни он стал склоняться к экуменизму, полагая, что будущее христианство «Третьего Завета» станет синтезом принципов Петра, Павла и Иоанна (то есть католичества, протестантизма и православия). При этом сам он был революционером лишь «эстетическим». Критиковавший самодержавие и государственность Мережковский не принял обе русских революции в их практическом воплощении («пугачёвщине»), увидев в них приход отнюдь не «апокалиптического Христа», но той «демонической силы Антихриста», которая, покинув самодержавие и православие, расцвела в большевизме.

## Значение творчества Д. С. Мережковского
Оценки исторического значения творчества Д. С. Мережковского в течение последних ста лет неоднократно менялись. Исследователи называли Мережковского в числе тех немногих классиков мировой литературы, которые «…постигаются в процессе отторжения общественным мнением», упоминая его в одном ряду с маркизом де Садом, Ф. Ницше и Генри Миллером.
Е. Евтушенко, назвал Мережковского «диссидентом нового типа — всенаправленным», который «…оказался в опале у всех, кто считал себя блюстителем морали и порядка»: 

Царское правительство считало Мережковского подрывателем государственных основ, столпы официального православия — еретиком, литературные академики — декадентом, футуристы — ретроградом, а будущий пламенный идеолог мировой революции Лев Троцкий — реакционером. Участливое мнение Чехова о Мережковском осталось не-услышанным: «…верует определённо, верует учительски…» — Е. Евтушенко, «Дмитрий Мережковский. Между Шариковым и Антихристом»
«В России меня не любили и бранили; за границей меня любили и хвалили; но и здесь, и там одинаково не понимали моего», — писал Мережковский Бердяеву.
Редкие эрудиция, учёность, писательское дарование и оригинальный стиль признавались современниками безоговорочно. Мережковский был объективно одним из самых образованных людей в Петербурге первой четверти XX столетия, о чём, в частности, говорил Н. Бердяев. К. И. Чуковский, анализируя в одной из своих ранних критических работ плачевное состояние российской культуры, «зубрами» среди «духовных босяков» называл «несколько культурных людей» в литературе, замечая: «мифическим существом, загадочным, непостижимым представляется нам культурнейший из них — Д. С. Мережковский». Мережковский («певец культуры и её пленник»), согласно О. Михайлову, «…походил на сложившийся уже в Европе тип художника-эссеиста, который явили нам Анатоль Франс, Андре Жид, Стефан Цвейг» и был, возможно, «первым у нас на Руси кабинетным писателем-европейцем».
Д. С. Мережковский одним из первых сформулировал основные принципы русского модернизма и символизма, отделив их от эстетики декаданса. По словам современного исследователя творчества Мережковского И. В. Корецкой, его труды стали «своеобразной энциклопедией» для идеологии символизма: «…отсюда брали начало многие идеалистические воззрения символистов в области историософии, социологии, эстетики, морали». Он же вошёл в историю как основоположник нового для русской (и, как полагают некоторые, мировой) литературы, жанра: историософского романа. Классиков экспериментального романа (А. Белого, А. Ремизова, Т. Манна, Дж. Джойса) некоторые исследователи относят к числу последователей Мережковского. Именно благодаря Мережковскому с 1900-х годов изменился сам статус исторического романа. Наследие Мережковского отразилось в романистике В. Брюсова, А. Толстого, М. Булгакова, М. Алданова.
Вслед за Вл. Соловьёвым (и одновременно с В. Розановым) Мережковский стал пионером религиозно-философского подхода к анализу литературы. Он «…сделал очень много для формирования символистского образа классической традиции»; такие его произведения, как «Вечные спутники» (1897) и «Л. Толстой и Достоевский» (1901—1902), воспринимались как «ярчайшие литературные события» и оказали определяющее влияние на развитие критики литературоведения XX века.
Идеями Мережковского были в разное время увлечены поэты А. Белый, А. А. Блок и В. Я. Брюсов, философы Н. А. Бердяев, А. А. Мейер, Г. Риккерт и Ф. А. Степун, психиатр 3. Фрейд, политики И. И. Бунаков-Фондаминский, А. Ф. Керенский и Б. В. Савинков, его романами восхищался историк и юрист М. М. Ковалевский. Высоко ценил дар Мережковского А. П. Чехов: в 1902 году он внёс предложение присвоить писателю звание почётного академика российской Академии наук.
Немецкий поэт-экспрессионист Г. Гейм называл Д. Мережковского одним из своих любимых писателей. Томас Манн назвал Мережковского «гениальнейшим критиком и мировым психологом после Ницше».
Трилогия «Христос и Антихрист» обеспечила писателю особое место в истории литературы: он вошёл в неё как создатель нового типа мировоззренческого «романа мысли», дав литературе модернизма «образец романного цикла как особой повествовательной формы и способствовал становлению того типа экспериментального романа», который впоследствии получил бурное развитие в лучших произведениях А. Белого и Ремизова, а в Европе — Дж. Джойса и Т. Манна.
Отмечалось, что Мережковский был выдающийся эссеист и «блестящий мастер цитаты». В истории русской критики (согласно о. А. Меню) «никто не мог в такой мере великолепно владеть цитатой: иногда кажется, что он жонглирует ими, как опытный циркач, всегда находя под рукой необходимое место». Иногда Мережковского упрекали в склонности непрерывно возвращаться к одним и тем же идеям и темам; другие отмечали, что таким был «стиль начала века»; состоявший в стремлении (свойственном, например, Андрею Белому), повторять «музыкальную настроенность, музыкальную фразу, начиная с одного и кончая этим же», возвращаясь постоянно к одним и тем же темам.
Значение Д. Мережковского для русской духовной и художественной культуры, согласно О. Дефье, заключалось прежде всего, в «стремлении найти путь к преодолению кризисных процессов, которые были вызваны исчерпанностью авторитета исторической церкви». Однако, такой подход порождал и противоречия: как писал Бердяев, «бессилие внутренне разрешить религиозные проблемы, творчески раскрыть новое, небывшее, пророческое <приводило> Мережковского к вечному ожиданию откровения духа, откровения трансцендентного, а не имманентного, к перенесению центра тяжести вовне».

### Критика взглядов и творчества Мережковского
При том, что все отмечали новаторство, дарование и глубину произведений Мережковского, у современников, «как до революции, так и в эмиграции, <он> получал по большей части весьма критические оценки». В книге «Начало века» Андрей Белый, дав гротескную картину выступления Мережковского в зале Московского университета, замечал, что «его откровения казались философам и профессорам нелепыми, а сам он был чужд академической среде».
Проза Мережковского, «насыщенная культурными аллюзиями, мифологическими подтекстами и интеллектуальными конструкциями», стилистически и формально оказывалась вполне общедоступной, а порой и доходила до «границы словесности сугубо массовой». Однако при этом, как отмечалось, художественный мир писателя «всегда оставался закрытым, герметичным для непосвящённого большинства». «В борьбе за своё самосохранение Мережковский отгородился от всех и строил себе свой личный храм, изнутри себя. Я и культура, я и вечность — вот его центральная, его единственная тема…», — писал в 1911 году Л. Троцкий.
Критиками отмечалась непоследовательность писателя в отношении ключевых вопросов современности (христианство, самодержавие, революция, России); «раздвоение, характерное для личности и творчества писателя» непрерывно порождало «метафизические противопоставления» в его творчестве и метания из одной крайности в другую как в творчестве, так и в жизни. В. Розанов, критикуя выступление Мережковского в 1909 году в Религиозно-Философском обществе на тему любви и смерти, писал: «Мережковский есть вещь, постоянно говорящая, или скорее совокупность сюртука и брюк, из которых выходит вечный шум… Для того чтобы можно было больше говорить, он через каждые три года вполне изменяется, точно переменяет всё бельё, и в следующее трёхлетие опровергает то, что говорил в предыдущее».
Н. Минский, отмечая непревзойдённое умение Мережковского использовать первоисточники, считал, что тот использует свой дар в узких целях:

Благодаря этому необычайному мастерству, критические этюды Мережковского на первый взгляд кажутся блестящими манёврами, парадами мыслей и слов, но… В них нет главного достоинства критики — искания в разбираемом писателе его индивидуальных, неповторяемых, неожиданных черт. Мережковский, наоборот, находит в писателе лишь то, чего ищет, свои же вопросы получает перечеканенными в ответы.
Негативно относились к деятельности Д. С. Мережковского религиозные философы С. Н. Булгаков, П. А. Флоренский и Л. Шестов. «Глубоко не литературным явлением» считал Мережковского литературовед, теоретик формальной школы В. Б. Шкловский, критик Р. В. Иванов-Разумник видел в нём «великого мертвеца русской литературы», а К. И. Чуковский считал Мережковского «книжником», которому «до страшных пределов чужда душа человеческая и человеческая личность»:80.
Резкое отторжение в эмигрантской среде вызывала лояльная позиция Д. Мережковского в отношении фашистских диктаторов. Ирина Одоевцева в книге «На берегах Сены» (Париж, 1983), писала: «…Он всю жизнь твердил об Антихристе, и когда этот Антихрист, каким можно считать Гитлера, появился перед ним, — Мережковский не разглядел, проглядел его».
Социал-демократическая, а затем советская критика всегда отрицательно относились к Мережковскому. Согласно «Литературной энциклопедии» (1934), художественное творчество Мережковского эмигрантского периода «является ярким примером идейной деградации и культурного одичания белой эмиграции», а «в плане литературного наследства творчество <Мережковского> реакционное от начала до конца, представляет безусловно отрицательную величину». Творческое наследие писателя (как отмечал А. Николюкин) — начиная со статьи Л. Троцкого «Мережковский», вошедшей затем в программную книгу последнего «Литература и революция», и до 1980-х годов — представлялось в карикатурном виде.
Определение, данное М. Горьким в 1928 году — «Дмитрий Мережковский, известный боголюбец христианского толка, маленький человечек, литературная деятельность которого очень напоминает работу пишущей машинки: шрифт читается легко, но бездушен, и читать его скучно»), — стало для советской литературной критики основополагающим и не менялось в течение десятилетий.
Не только творчество Мережковского, но и его имя в советское время было не просто забыто, но забыто «агрессивно». Произведения писателя не переиздавались, само имя его находилось «под негласным полузапретом». Даже в университетских курсах литературы и в академических трудах «адекватная оценка роли Мережковского в литературном процессе, объективный анализ его критического наследия были практически невозможны». Интерес к писателю и его творчеству в России стал возрождаться лишь в начале 1990-х годов.

## Адреса в Санкт-Петербурге
- Бассейная ул., д. 40[20]
- Сергиевская ул. (ныне Чайковского), 83, кв. 17.